# مجوهرات ديانا أميرة ويلز

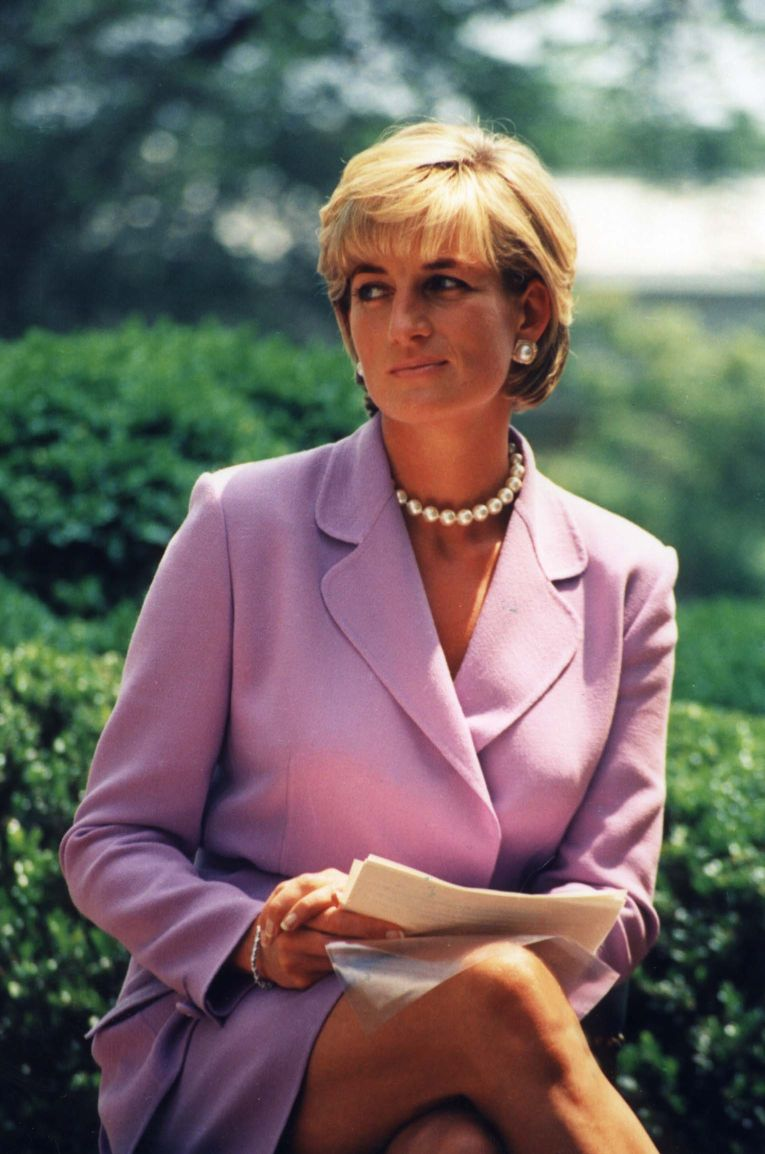
ديانا ترتدي عقدًا من اللؤلؤ وأقراط من اللؤلؤ ، تتميز بسلك مزدوج من الذهب مرصع بالألماس وأربع عقد متساوية الأبعاد ، خلال زيارة إلى واشنطن العاصمة في يونيو 1997

ديانا، صاحبة مرتبة الشرف النبيلة «أميرة ويلز» كانت الزوجة الأولى لتشارلز، أمير ويلز، إلى جانب كونها أم للأمير ويليام، «نبيل كامبريدج»، إلى جانب ابنها الأصغر الأمير هاري، صاحب مرتبة الشرف «نبيل سَاسِكْسْ».كانت أميرة ويلز تمتلك تشكيلة خاصة من المجوهرات – على المستويين: كونها إحدى أعضاء العائلة الملكية البريطانية، إلى جانب امتلاكها الشخصي لمقتنيات أخرى من الجواهر. لا تنتمي هذه المجوهرات الشخصية إلى جواهر مراسم التتويج الملكي ولا إلى شعارات الأسرة الملكية حسب التصنيف الملكي البريطاني لأصناف جواهر التاج البريطاني.
كانت معظم جواهر ا ميرة ديانا إما على هيئة هدايا من الملوك ا جانب، أو عن طريق اعارة من والدة زوجها الملكة "إليزابيث الثانية) أو كانت عبارة عن مقتنيات بمناسبة حفل زفافها التي كانت قد اشترتها «اللأميرة ديانا» بنفسها، با ضافة إلى ارث الحضاريلمجوهرات تعود إلى عائلتها الملكية "سبنسر".
كانت مجوهرات "الأميرة ديانا" تُشِّكل مزيجا من الأحجار الكريمة وقطع أزياء جلبتها من دار تصميم الأزياء البريطانية (Butler & Wilson) في لندن، غالبا ما كانت تشير وسائل الإعلام أن جواهر الأميرة " لا تقدر بثمن"، حيث كانت "الأميرة ديانا ترى هذه الأمور من باب التسلية المقبولة اجتماعياً. من جهة أخرى، معظم هذه المجوهرات تعود إلى القرنين التاسع عشر والعشرين، حيث كان لدى ديانا أيضا مجموعة كبيرة من الأكسسوارات الذهبية التي غالبا ما لم يتم التعّرف على قيمتها الحقيقية منِقَبل الجميع، مما حدا بوسائل الإعلام أن تعتبرها مجوهرات ترقى إلى مستوى الفخامة.
في المناسبات الرسمية، مثل الولائم، كانت الأميرة ترتدي عادة مجوهرات استعارتها من «الملكة إليزابيث الثانية»، التي تمتلك بدورها أكثر من 300 قطعة من مجموع المجوهرات الثمينة.

## مجوهرات ديانا منذ الطفولة
كانت ديانا سبنسر، المولودة وسط عائلة أرستقراطية ثرية، تمتلك جزء من المجوهرات عالية الجودة قبل زواجها من الأمير تشارلز. حيث كانت ا لأميرة غالبا ما ترتدي خاتم من الذهب من نوع «خاتم زفاف كارتييه الروسي»(Cartier Russian wedding ring) ويتكون من ثلاث حلقات مترابطة (في صيغة الجمع: ُعقد) من الذهب الأصفر تحيط بإصبع الخنصر ليدها اليمنى. بالإضافة إلى خاتم من الألماس والذهب الأبيض من نوع «خاتم الخلود»(eternity ring)، الذي تعود جذوره لمجموعة من إرث العائلة، الذي كانت الأميرة ديانا ترتديه حول إصبعها الأوسط.[بحاجة لمصدر] 
بقيت هذه الخواتم ضمن مجموعة الأميرة ولكن نادراً ما شوهدت علنا خلال زواجها. في بعض المناسبات تم تصويرها وهي ترتدي الخاتمين على يدها اليسرى. كما كانت ترتدي شعار الخاتم الخاص بأسرتها والذي كانت ترتديه ضمن أصناف خواتمها أخرى.
في سن المراهقة (دون 16 عاما)، ارتدت ديانا طوق عنق ذهبي مع حلية متدلّية من نوع"D pendant". وفي عام 2017، تم بيع عقد من نوع "D necklace"من الفضة الأسترلينية المملوك للأميرة عندما كانت مراهقة بيعت في المزاد بمبلغ قرابة 8000 دولار أمريكي. تم تصوير ديانا وهي ترتدي عقدها الأولي كمساعدة حضانة بينما كانت تزال مرتبطة مع الأمير تشارلز. في عيد ميلادها السادس عشر، قدم لها أصدقاؤها قلادة ذهبية أولية. كما تم تصويرها وهي ترتدي الأقراط الفضية الأسترلينية إلى جانب خمس ماسات. بعد زواجها من تشارلز، استمرت في ارتداء القلادة في بعض المناسبات.
كان لدى الأميرة الناشئة مجموعة أساور من الذهب، بنوعيه الصلب أو الخفيف، والتي كانت مطلية بالمينا بما يتناسب مع المرحلة العمرية للأميرة اليافعة.
في سن 16 ربيعا، شّرفت ديانا بترشيحها أن تمثّل وصيفة الشرف في حفل زفاف أختها جين مع روبرت فيلوز وذلك في 20 أبريل 1978. ارتدت الأميرة في هذا الحفل الملكي زوجا من أقراط من اللؤلؤ إلى جانب قلادة من اللؤلؤ. لم تكن هذه الوهلة هي الأولى لارتداء ديانا لأقراط اللؤلؤ، حيث كانت تضعها في وقت مبكر منذ عام 1975 وشوهدت آخر مرة تزينها الأميرة في عام 1990 أثناء تدشين مركز تابع للشرطة المحلية ومقّرها الرئيسي في، (Fore Street, Edmonton 462)
في عيد ميلادها الثامن عشر، حصلت عائلة ديانا على طوق عنق من اللؤلؤ ثلاثي العُقَد triple-strand pearl choker) مهداة منِقَبل عائلة سبنسر. وقد سبق وأن تلقّت كلتا الشقيقتين الأكبر للأميرة ديانا طوقين من الذهب متطابقين أثناء أعياد ميلادهما عند بلوغ سن الثامنة عشرة. يتكّون هذا الطوق المتشابه من ثلاثة صفوف من اللؤلؤ تزينه مجموعة من فصوص الفيروز واللؤلؤ المتداخلة بشكل عنقودي. حيث كان هذا التشابك العنقودي مرئياً فقط عندما يتطابق مع لون هندامها، وإلا فهو يُخفي جماله خلف أحجاره الكريمة. إلا أن الأميرة قامت فيما بعد بتغيير جزء المشبك العنقودي ليشتمل على كل حبات اللآلى.
من ضمن أُولى الهدايا التي تلقتها ديانا من الأمير تشارلز كانت «خاتم الخلود»(eternity ring) الذي كانت ترتديه بشكل منتظم.
في سن 18 ربيعا، بينما كانت تعيش في شقتها بعنوان (60 Coleherne Court) في العاصمة لندن، تعرضت شقتها للسطو وسرقت جزء كبير من مجوهراتها.

## مجوهرات الزفاف
أقيم حفل زفاف تشارلز وديانا في 29 يوليو 1981 في كاتدرائية القديس بولس (St Paul's Cathedral)، في العاصمة البريطانية لندن. حينها، ارتدت الأميرة جزء غير لافت للنظر من المجوهرات في حفل زفافها منها: أقراط مرصعة بالألماس ورثتها من والدتها فرانسي. كما ارتدت ديانا تاج عائلة سبنسر، وخاتم خطوبتها (المستوحى بدوره من طراز خاتم خطوبة الملكة فيكتوريا (بالإضافة إلى حلقة الخطوبة (دَْبلَة) التي تألقت جمالا بشكل أكثر لحظة وضع تشارلز للحلقة في إصبع ديانا في الحفل. كما قام مصممو فستان زفافها، دار تصميم الأزياء البريطانية إليزابيث ايمانويل، بإرفاق حلية ذهبية على شكل حدوة الحصان من 18 قيراطا مرصعة بالماس الأبيض لملصق الفستان.

### أقراط ألماس (والدة ديانا)
في يوم زفاف الأميرة ديانا، أضافت الأميرة الحسناء بريقاً إضافياً على أقراط والدتها الماسية، والتي تتكون من قطعة ألماس مركزية على شكل كمثرى محاطة بحوالي 50 ماسة أصغر حجما. حقا، لم ترتديها الأميرة أبدا في الأماكن العامة مرة أخرى، في حين أن والدتها ارتدتها في عدد من المناسبات المهمة على مرحلتين متعارضتين وجدانياً. مرحلة التعميد الديني للأمير هاريفي عام 1984، وفي المقابل مرحلة وزفاف ابنها في عام 1992، وجنازة ابنتها ديانا في عام 1997. حقا، بعد وفاة الأم في عام 2004، ورثت مجوهراتها ابنتها الكبرى سارة مكوركوديل
زفي السنوات العديدة التي تعاقبت بعد رحيل الأميرة ديانا، كانت الأقراط الماسية جزءً من معرض ديانا لمناسباتها الدولية. وفي عام 2011، استعارت أختها سارة قراط ذاتها من بين المجوهرات المعروضة من أجل ارتدائها في حفلة الرقص الرسمية التي تم إعدادها لمناسبة زفاف ابن أخيها الأمير ويليام.

### تاج «الأسرة الملكية سبنسر»
على الرغم من هناك تلميحات تاريخية إلى أن تحفة التاج الفنية يعود ظهورها منذ القرن الثامن عشر، إلا أن تاج «أسرة سبنسر» مصنوع، في واقع الامر، من قطع أخرى من المجوهرات من مختلف العصور ومن مجوهرات مختلفة مرت بتغييرات عديدة مع مرور الوقت. أقدم أجزاء التاج هي الأطراف حيث يُشار إلى أنها مستوحاة من تاج كان ينتمي إلى السيدة «فرانسيس مانبي»2(1661م – 1733م)، آخر شخصيات طبقة النبلاء القديمة في تاريخ المملكة المتحدة، والتي كان لقبها النبيل (Viscountess Montagu). بعدها انتقل التاج إلى «سارة سبنسر» في عام 1875م.[بحاجة لمصدر] كان الحجر الكريم الأساس لهذا التاج الملكي عبارة عن هدية زفاف من السيدة «سارة إيزابي سبنسر» إلى جدة ديانا «الفيكونتيسة سينثيا»، لحظة زفافها إلى الجد الأبوي للأميرة ديانا (paternalgrandfather) «الفيكونتألبرت»، المرّشح السابع لمرتبة إيرل على قائمة"مرتبة إيرل لنبلاء أسرة سبنسر"، في عام 1919م. تمت إعادة صياغة التصميم، إلى حدّ ما، لهذه التحفة الفنية الأثرية من قبل شركات كبرى لتصميم المجوهرات البريطانية مثل (Goldsmiths) و (Silversmiths Company)، وطُلب من البريطاني المؤسس لدار الأزياء والمجوهرات (Garrard) إنشاء أربع قطع مطابقة للتاج في عام 1937م من أجل إضافتها ضمن التسلسل التاريخي لتاج «سبنسر» الملكي. على وجه العموم، يبدو أن المظهر الحالي يعود إلى قرابة عام 1935م. حيث تحتوي التيجان الملكية على ألماس في ترصيعات فضية ومزخرفة ذروتها بالذهب على هيئة رسومات لأزهار متجانسة مثل: زهور التوليب المنمقة، وزهور على شكل نجمة، بالإضافة إلى أزهار يتم تصميمها بشكل لولبي على شكل أوراق جاءت فكرة تصميم هذا النوع من الطوق بعد استقبال الأميرة ديانا هدية رفيعة المستوى منِقَبل الأسرة الملكية في المملكة العربية السعودية، على هيئة خاتم وساعة يد تز ّينها تشكيلة فريدة من نوعها من الألماس والياقوت (قدّمها لها الملك السعودي الراحل فهد بن عبد العزيز عندما كان وليا للعهد آنذاك). كما شوهدت الأميرة ديانا وهي تزيد هذا الطوق النفيس تألّقا بارتدائها له على رأسها أثناء مأدبة رسمية أقيمت لها خلال زيارتها لليابان..
ارتدت كل من الشقيقتين الكبرى للأميرة ديانا: جين وسارة، قطعة التاج في حفلات الزفاف. ومع ذلك، لم ترتدها والدة ديانا فرانسيس لحظة حفل زفافها ضمن عائلة سبنسر في عام 1954م. في حين أن والدة زوج ديانا، الملكة إليزابيث الثانية، أعارتها عقد الملكة (دَمْغَة وثاق العشيق لتاج «الملكة ماري» لحفل زفافها، من أجل أن دعم قرار الأميرة إلى التمسك بجذور عائلتها وارتداء تاج سبنسر. غالبا ما كانت ديانا ترتدي القطعة لأنها من المفترض أنها أخف وأسهل في الارتداء من التيجان الأخرى الموجودة تحت تصرفها. ومع ذلك، فقد سبب التاج للأميرة ديانا «صداعا حاد» وفقا لشقيقها «تشارلز سبنسر»، حيث لم تكن معتادة على ارتداء تاج لفترة طويلة.

## تيجان وأكاليل
تلقت ديانا، أميرة ويلز، العديد من قطع المجوهرات من الملكة إليزابيث الثانية. من أشهر قطع المجوهرات التي ارتدتها ديانا كانت التيجان.

### دَمْغَة وثاق العقشيق لتاج الملكة ماري"
في عام 1913، طلبت الملكة ماري من شركة تصميم المجوهرات والأزياء البريطانية.Garrad & Co(أول محل مجوهرات رسمي تابع للملكية البريطانية) بأن تقوم بتصميم نسخة طبق الأصل من تاج مملوك لجدّة ماري الأميرة أوغستا، من خلال استخدام الألماس واللؤلؤ الخاص للملكة «ماري». يتشّكل التاج، بتصميمه الكلاسيكي الفرنسي الجديد، من عدد (19) لؤلؤة من شرقية معلقة بأقواس "وثاق العشيق" تتمحور كل منها حول ماسة مرّصعة، زانتقل التاج من ملكية «ماري» إلى «إليزابيث الثانية» التي أعطتها إلى الأميرة ديانا  في عام 1981 كهدية زفاف. كان حينها من المتوارث عليه أن ترتدي ديانا التاج أثناء زفافها، لكنها اختارت بد من ذلك تاجا يعود لعائلة «سبنسر». في المقابل، كانت الأميرة ترتدي «وثاق العشيق» في كثير من الأحيان على سبيل الإعارة لها منِقَبل الملكية البريطانية. بالرغم من أن ديانا ارتدت هذا التاج في معظم المناسبات الرسمية، إلا أنها كان تتذّمر قليلاً من «اللآلئ المتأرجحة». زكان «وثاق العشيق» يزين فستان الأميرة «فستان إلفيس» بشكل ملحوظ في إحدى زياراتها إلى المقاطعة الصينية هونغ كونغ في عام 1989م. وتم إعادة التاج إلى «الملكة ماري» بعد انفصال ديانا والأمير «تشارلز».
وفي عام 2015، قامت كاثرين دوقة كامبريدج، زوجة الأمير ويليام (الأبن البكر لديانا وتشارلز) بارتداء التاج ذاته في حفل استقبال دبلوماسي في«قصر باكنغهام».

### «طوق الملكة ماري» المرصع بلألماس والزمرد
تم تصميم هذا الطوق من مجموعة أحجار كريمة، من الزمرد والألماس، التي كانت مقدَّمة على هيئة هدايا من طبقة نبيلات سيدات في الهند، حيث صاغت دار المجوهرات (Garrards) للملكة ماركة هذه التحفة الفنية النادرة والتي أطلق عليها صياغة «فن التصميم» في عام 1921م. وقامت الملكة ماري بالتخلّي عن امتلاك هذا الطوق النادر، بعد وراثتها له من جدتها في عام 1953م، وقدّمته الملكة كهدية زفاف إلى الأميرة ديانا. بعدها، لُوِحظ ارتداء هذا الطوق على شكل "تاج مرّصع" أثناء مناسبة رسمية للرقص في العاصمة الأسترالية ملبورن. كما تم ارتداؤه على شكل «طوق عنق» في مناسبات مختلفة. بالإضافة إلى قيام زوج ديانا (أمير ويلز) بإهداء زوجته ديانا سوار من الألماس والزمرد تم تصميمه بنفس الصياغة «فن التصميم»، حيث كانت تمثّل هدية زفاف بالإضافة إلى أقراط من الزمرد متناغمة مع التصميم والتي كانت تمثل بدورها هدية بمناسبة عيد ميلاد «أميرة ويلز» الثاني والعشرين. وفي الوقت الراهن، يزال الطوق موجودا ليعود من جديد ضمن مجموعة مقتنيات المالكة له في البداية «الملكة ماري»

### طوق من الأماس والياقوت
جاءت فكرة تصميم هذا النوع من الطوق بعد استقبال الأميرة ديانا هدية رفيعة المستوى منِقَبل الأسرة الملكية في المملكة العربية السعودية، على هيئة خاتم وساعة يد تزينها تشكيلة فريدة من نوعها من الألماس والياقوت قدّمها لها الملك السعودي الراحل فهد بن عبدالعزيز (عندما كان وليا للعهد آنذاك). كما شوهدت الأميرة ديانا وهي تزيد هذا الطوق النفيس تألّقا بارتدائها له على رأسها أثناء مأدبة رسمية أقيمت لها في زيارتها لليابان.

## قلادات وُحلَى متدِلّية

### دار رعاية الطفل
في تاريخ 24 أبريل في عام 1991م، زارت ديانا دار رعاية للأطفال المشردين تابعة لمؤسسة FEBEM5«مؤسسة الدولة لرعاية الطفل» في المدينة البرازيلية ساو باولو. حينها التقطت كاميرات التصوير صورا للأميرة على نطاق واسع وهي ترتدي صليبا ذهبيا وسلسال حيث كان الأطفال لم يتوانون لحظة في اغتنام محاولة استكشاف هذين النوعين من المجوهرات. وقامت الأميرة الحنونة بالتبرع بهذا الصليب الذهبي والسلسال في مزاد خيري كان من المقرر أن يتم في وقت مبكر من سبتمبر 1997م، ولكن تم تخزينه لمدة 20 عاما ثم بيعه إلى شاب أسترالي يصنف كأحد هواة جمع المجوهرات.

### العُقَد السبعة المرصعة بلألماس واللؤلؤ
قامت الملكة إليزابيث (الملكة الأم) بتقديمِ مْشَبك بيضاويا كبيرا من الماس والياقوت للزوجة الأولى لحفيدها «تشارلز» الأميرة ديانا على شكل هدية للزفاف. في السنوات الأولى من زواج ديانا، ارتدت الأميرة الهدية على صيغة مشبك مرّصع بالجواهر الذي كان بدوره يتناغم من المناسبة رفيعة المستوى خلال زيارة رسمية (على مستوى دولة)، قامت بها الطبقة الهولندية الحاكمة إلى هولندا في عام 1982م. حينها حرصت الأميرة ديانا على العثور على فستان أنيق ينسجم مع مجوهرات عالية المستوى، لا سيما بعد أن أعطتها الملكة الهولندية "بياتريكس" "وسام تاج البيت الملكي الهولندي" الذي تنص التقاليد الملكية على ارتداؤه مع وشاح برتقالي.
ومع ذلك، بعد فترة وجيزة من الزفاف، قامت الأميرة بتحويل «مشبك الياقوت إلى حلقة معدنية» من اللؤلؤ الفاخر ليُشّكل عقد من سبعة خيوط متداخلة (عقَد). تماشيا مع التقاليد الشهيرة آنذاك، ارتدت ديانا في عام 1985م هذا الطوق الجميل للرقص التقليدي مع الممثل الأمريكي الشهير «جون ترافولتا» في قصر «البيت الأبيض» الأمريكي.
وكانت الأميرة الشابة تفضل ارتداء هذه القطعة من المجوهرات في المناسبات الرسمية داخل المملكة المتحدة أو خارجها. حيث كان من ضمن إحدى آخر اطلالاتها الأنيقة التي ظهر فيه هذا "العقد الياقوت" للعيان في عام 1994م، وذلك عندما ارتدت الأميرة هذه القطعة الثمينة (مع فستان "الإنتقام'' الجريء '') في نفس الليلة التي اعترف فيها أمير ويلز بالخيانة الزوجية داخل نطاق الأسرة مع "كاميلا باركر بولز" (التي أصبحت زوجته الثانية حقا).
كان عقد اللؤلؤ والياقوت ذو السبعة خيوط أحد الجواهر «النادرة» من زواجها الذي استمرت ديانا في ارتدائه بعد انفصالها عن أمير ويلز. آخر مرة شوهد فيها هذا العقد اللؤلؤي على الَعلَن كانت عندما حضرت الأميرة الحفل السنوي الخيري "أزياء معهد قالا " في مدينة نيويورك في ديسمبر 1996. لم يتم رؤيته أو عرضه منذ ذلك الحين، وهو الآن ينتمي إلى إبنَي ديانا: الأميَرين «ويليام» و«هاري».
على الرغم من عدم تأكيد ذلك، يردد البعض شائعات بأن خاتم خطوبة "ميغان ماركل" (زوجة هاري)، الذي ارتدته ولأول مرة في نوفمبر 2017 في إعلان خطوبتها مع الأمير هاري، يتضمن ماسين من ياقوت ديانا الشهير وطوق اللؤلؤ. حيث أن خاتم الخطوبة يتكّون من ثلاث ماسات كبيرة، وحجر كريم واحد في المنتصف يحيط به حجرا آخر أصغر منه. في المقابل، بّرر «الأمير هاري» هذا التشابه بأن الأحجار الكريمة الجانبية تعود في أصلها إلى مجموعة مجوهرات والدته (على الرغم من أنه من غير الواضح أي قطعة من المجوهرات تأتي منها هذه الأحجار).

### عقد اللؤلؤ الياباني المكون من أربعة صفوف
أعطيت هذه القطعة الثمينة لديانا كهدية من «الملكة إليزابيث الثانية». ارتدت الأميرة هذا العقد ولأول مرة خلال زيارة على مستوى الدولة إلى هولندا في نوفمبر 1982م. يحتوي العقد على أربعة صفوف من اللؤلؤ الياباني المخّصب مع حلقة معدنية ماسية في الوسط. الآن، أصبحت زوجة إبنها «ويليم» كيت هي من ترتدي هذا العقد النفيس على صورة إعارة منِقبل جدّة الأميرة ديانا «الملكة إليزابيث الثانية».

### قلادة من اللؤلؤ الرمادي
هذه القلادة المصنوعة من اللؤلؤ الرمادي الداكن الكبير واللؤلؤ الطبيعي، التي صنعها صائغ المجوهرات في لندن Leo de Vroomen، تم منحها «للأميرة ديانا» في عام 1985م منِقَبل «الأمير تشارلز». ظهرت القلادة في العلن مرتين فقط: أثناء رحلة سفر إلى النمسا في أبريل 1986م، وبعد مرور شهر عندما زارت «ديانا» إحدى المدارس في اليابان. في حين أن بعض الشائعات تشير إلى أن الأميرة لم تعجبها هذه «القلادة الرمادية» على الإطلاق ويعتقد بعض المهتمين في هذا المجال أن «الأميرة الأنيقة» أهدتها لغيرها في عام 1985م لا سيما عندما بدأ زواجهما في التدهور.

### حْلَية متدلية منقوشة بالذهب
بعد ولادة الابن البكر للزوجين ديانا وتشارلز (في تاريخ 21 يونيو 1982م): «الأمير ويليام»، قدم أمير ويلز لزوجته قلادة ذهبية على شكل «حلية متدلّية» منقوش عليها اسم ابنهم، بخط يد تشارلز المميز. كانت ديانا تميل إلى ارتداء هذه الُحلية بشكل منتظم بعيدا عن المناسبات العامة، ولكنها كسرت هذه القاعدة مرة واحدة وارتدتها في مكان عام واحد بشكل حصري. كان هذا المكان الحصري هو أثناء تشريفها مناسبة رياضة سباق الخيل «لعبة العصا» الذي أقيم في «قصر وندسور» في شهر أغسطس من نفس العام لولادة «ويليام» 1982م. حقا، أصبح هذا النوع من الأناقة تقليدا لدى عائلة وندسور، وفي عام 2013م تلقت «كيت» وساما ذهبيا (شاَرة) من أختها «فيليبا» وتلقّب بـPrince حيث يحتوي هذا الوسام على اسم الابن البكر«للأميرة كيت» الأمير جورج، بالإضافة إلى الحرف الأول من اسم زوج«كيت» (ابن ديانا ويليام)

### قلادة «بحيرة الجمال»
تم صنع القلادة من قبل دار المجوهرات البريطانية (Garrard & Co) التي تتكّون من (187) ماسة عدد (5) لآلئ من نوع "لؤلؤ بحر الجنوب، وقد ارتدتها ديانا أثناء ظهورها في العرض المسرحي لرقص الباليه "سوان ليك" الُمقامة منِقَبل الباليه الوطني الأنجليزي في قاعة ألبرت الملكية قبيل وفاة "الأميرة ديانا" بشهرين في عام 1997م. حيث أن هذه القلادةُ حِبَكْت بالتزامن مع صياغة مجموعة من الأقراط، ولكن بعد وفاة "ديانا" تم بيع المجموعة كاملة بعد أخذ الموافقة من عائلتها. حيث أن القلادةِ بيَعْت لزوجين من أوكرانيا في عام 2010، الذين قاما بدورهما بعرضها للبيع، من جديد، في المزاد العلني (الأمريكي) "قيرنسيس" في عام 2017م، وقدرت قيمتها في ذلك الوقت بنحو 12 مليون دولار.

### طوق للعنق من «إحدى عشر ُعقدة من اللؤلؤ»
ُصنع هذا الطوق الفريد من نوعه من عدد (900) حبة من اللؤلؤ مقترنة بركائز متباعدة (بمقياس محدد) من الألماس والياقوت. كانت تعد هذه القطعة الثمينة من القطع المفضلة لدى «الأميرة ديانا»، والتي كانت ترتديها غالبا في المناسبات الرسمية للمسرح، وتدشين العرض الأول للأفلام السينمائية.

### قلادة الملك فيصل من المملكة العربية السعودية
تمثّل هذه القلادة هدية من الملك الراحل فيصل بن عبدالعزيز آل سعود (1975–1906)، عندما كان آنذاك ملك المملكة العربية السعودية، على صفةِ هبة للملكة إليزابيث الثانية، وهي عبارة عن قلادة منمقة التصميم ومرّصعة بالالماس الساطع وقطع من جواهر ماسية صغيرة. حيث أنه في بداية الامر اشترى الملك الراحل فيصل هذه القلادة التي صنعتها شركة المجوهرات الأمريكية التي يملكها تاجر المجوهرات الأمريكي «هاري وينستون»، حينها قدمها الملك الراحل للملكة إليزابيث أثناء زيارة على مستوى الدولة قام بها إلى المملكة المتحدة عام 1967م. لاحقا، قامت الملكة بإعارة القلادة ذاتها إلى الأميرة ديانا لأرتدائها في زيارة دولة إلى أستراليا قامت بها آنذاك أميرة ويلز في العام 1983م.

### قلادة الملك خالد من المملكة العربية السعودية
كانت هذه القلادة بمثابة هدية كذلك من الملك الراحل خالد بن عبدالعزيز آل سعود (1982–1913) مقدّمة للملكة إليزابيث الثانية عندما كان الملك الراحل خالد عاهل المملكة العربية السعودية في عام 1979.ُصِّمَمت هذه القلادة على صورة أشعة الشمس الذهبية وتحتوي القلادة المصممة من الألماس على رسَمين متناغمين: على شكل مستدير ورسمة فاكهة الكمثرى. وكما هو الحال مع قلادة الملك الراحل فيصل، كل القلادتين صّممهما الصائغ الأمريكي «هاري وينستون»، وكثيرا ما كانت تقوم الملكة إليزابيث الثانية بإعارة القلادة إلى «أميرة ويلز» الراحلة ديانا.

## خواتم

### خاتم الخطوبة

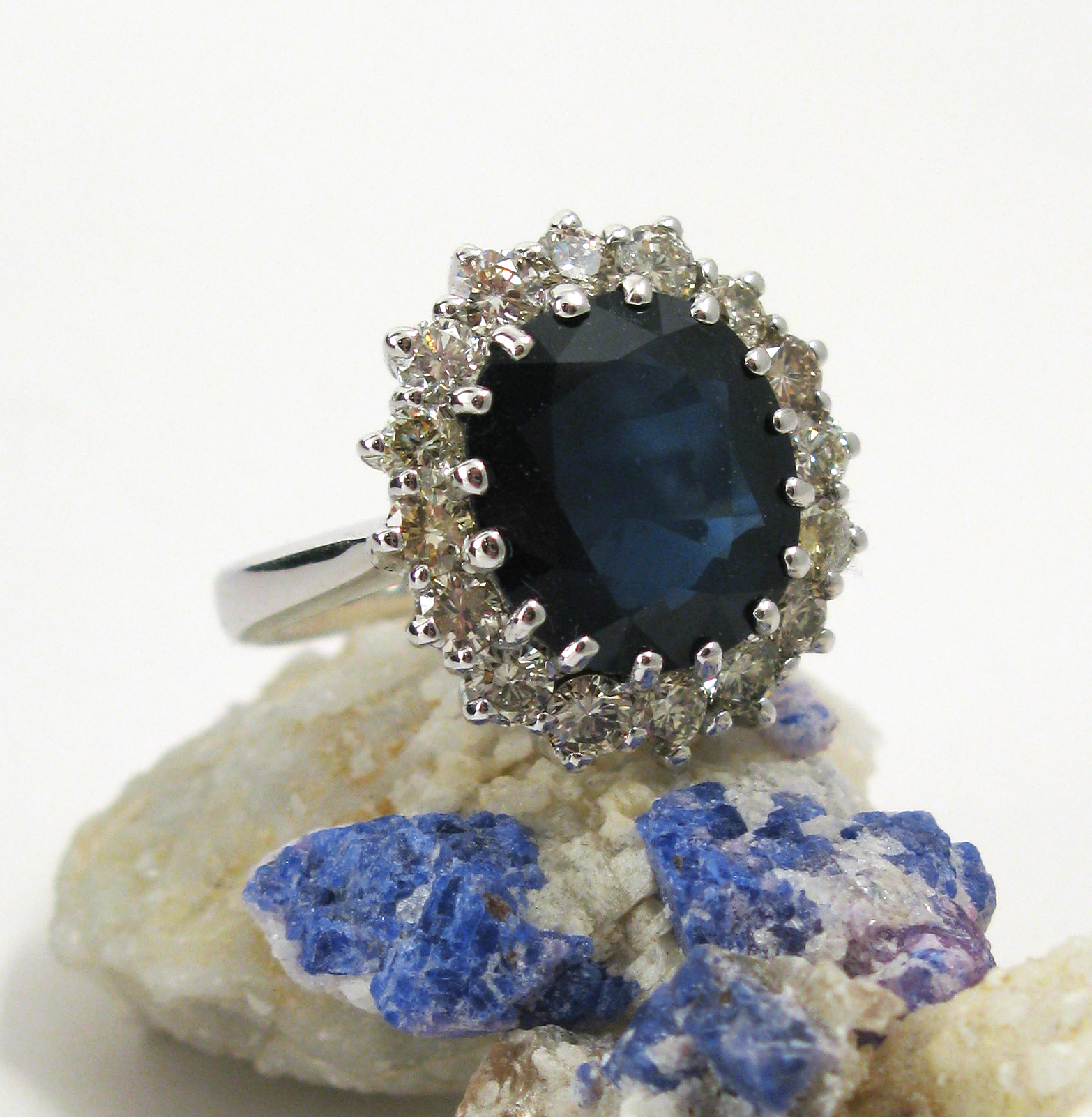
نسخة طبق الأصل من خاتم خطوبة ليدي ديانا سبنسر

تقدّم "الأمير تشارلز" لخطوبة "الأميرة ديانا" بشكل رسمي في فبراير 1981م بتقدمه لها خاتم خطوبتها المصنوع من عدد (14) ماسة تحيط بعدد (12) قيراط من الياقوت السيلاني المصّممة بدقة بتصميم بيضاوي الشكل وباللون الأزرق بالإضافة إلى أنه مرّصع بالذهب الأبيض عيار 18 قيراطا. آنذاك، كان تاجر المجوهرات، ومختص تصميم التيجان، البريطاني (Garrard) هو من نال شرف صياغة هذا الخاتم. حيث كانت فكرة التصميم مستوحاة منِ مشبك عنقودي الشكل الذي ينتمي بدوره إلى مقتنيات للملكة فيكتوريا من الياقوت والألماس. تلقّت الملكة فيكتوريا هذا المشبك العنقودي بمثابة هدية حفل زفاف قدّمه لها، آنذاك، زوجها "الأمير ألبرت في عام 1840م، والذي ارتدته فيكتوريا بدورها في ذلك اليوم وأطلقت عليه تسمية "النوع الأزرق"
كان اختيار ديانا لهذا الخاتم يعد أمرا استثنائيا، حيث لم يكن مصنوعا بطريقة مخصصة أو فريدا من نوعه. بل أبعد من ذلك كان هذا الخاتم، وبالتحديد وقت خطوبتها لتشارلز، ظهر الخاتم ضمن مجموعة مجوهرات وكان متاحا لأي شخص للشراء. من جهة أخرى، يشير بعض المتابعين لهذا الأمر بأن «ديانا» اختارت ذلك لانها ذّكرتها بخاتم خطوبة والدتها فرانسيس شاند كيد، بينما يقول آخرون إنها اختيارها له يعود إلى كُْبِر حجم أحجاره الكريمة. وبالرغم من جميع التكهنات، استمّرت «أميرة ويلز» بارتداء الخاتم حتى بعد ط قها من أمير ويلز تشارلز.
بعد وفاة الأمير ديانا، اختار ابنيها الأميران «ويليام» و«هاري» تذكارين من ممتلكات والدتهما. حيث اختار «هاري» خاتم الخطوبة ذاته، بينما اختار «ويليام» ساعة من العلامة التجارية (كارتييه تانك فرانسيز) المصنوعة من الذهب الأصفر التي تبلغ قيمتها (19) ألف جنيه إسترليني. وكان كّمن التذكارين يتم استخدامه بين الأخوين عند الظهور المناسبات الرسمية. من جهة أخرى، قدّم «الأمير ويليام» الخاتم ذاته كهدية خاتم لخطوبة "كاثرين ميدلتون"، في خريف عام 2010 في كينيا. وبّرر ويليام ذلك التصّرف العاطفي بأن إعطاء الخاتم نفسه لخطيبته كانت بمثابة طريقة للتأكيد على أن أمي تزال حاضرة لدى أذهان الجميع والفعاليات الإستثنائة. وفي وقت لاحق، اضطّرت كيت إلى تقليص حجم مدخل حلقة الخاتم لانها فقدت بعض الوزن قبل موعد حفل زفافها. حيث كان إصبع كيت البنصر، (الذي ترتدي عليه الخاتم)، على شكل الحرف الأنجليزي (H)، وطلبت من دار تصميم المجوهرات والتيجان البريطانية (G Collins and Sons) إضافة عدد (2) من مسامير الزينة المصنوعة من أحجار كريمة من البلاتين على حلقة الخاتم من أجل تضييق مدخل حجمه ليصبح بالتالي على شكل الحرف الأنجليزي (I).
وبعد الإعلان الرسمي عن خطوبة كيت وويليام، أطلق البعض على «خاتم الخطوبة» اسم ياقوت عمومي، في إشارة إلى جذور العروس غير الملكية. في حين اعتبر آخرون أن الخاتم يعتبر رمز مأساوي مرتبط بزواج «أميرة ويلز» الفاشل من «أمير ويلز» وصاحبه بعد ذلك الموت المفاجئ للأميرة ديانا في حادث سيارة في العاصمة الفرنسية باريس.

### خاتم زفاف «ويلز الذهبي»
اتبعت «أميرة ويلز» تقاليد الملكية البريطانية من جهة صياغة تصميم خاتم من الذهب لحفل زفافها، الذي كان منحوتا من إحدى نوادر قطع المجوهرات الملساء المستوردة من مناجم ذهب مقاطعة ويلز البريطانية، وبالتحديد من صياغة منجم الذهب الويلزي في كلوجاو سانت ديفيد. كما جرت التقاليد الملكية في استخدامها قطع المجوهرات الذهبية الويلزية، حيث قُِدّمت قطع المجوهرات ذاتها أيضا لحفل زفاف الملكة إليزابيث الأولى، والملكة إليزابيث الثانية، والأميرة مارغريت (الأبنة الصغرى للملكة إليزابيث الأم وزوجها الملك جورج السادس، وهي صلة القرابة الوحيد للملكة إليزابيث الثانية)، بالإضافة إلى مناسبة أخرى للأميرة آن (المولود الثاني للملكة إليزابيث الثانية وزوجها فيليب مونتباتن)، وغيرها من المناسبات العديدة لشخصيات من أفراد العائلة المالكة. من جهة أخرى، فيما يتعلق بخاتم زفاف ديانا الويلزي، فقد تم تمييزه عن غيره بعبارة منقوشة بداخله لتخليد ذكرى الحب الويلزي، (أميرة ويلز وأمير ويلز): «أحبك ديانا» I Love You, Diana.

### خاتم «هل تقبلين بي زوًجا لك»
في تاريخ 30 أغسطس 1997م، اشترى دودي فايد (العشيق الجديد للأميرة ديانا بعد انفصالها عن تشارلز) خاتم خطوبة بميزانية قدّرت قيمتها بـ (11,000) جنيه إسترليني من دار المجوهرات الإيطالية «ريبوسي» من أحد فروعها في مقاطعة «مونتي كارلو». يعتقد أن حادث السير المفاجئ لكلا العاشقَين حال دون تمّكن «فايد» من إعطائه هذا الخاتم الثمين للأميرة الراحلة. وتم استرداد الخاتم من شقة «فايد»، بعد وفاة العشيقَين، إلى جانب العثور على إيصال استلام مكتوب عليه العنوان باللغة الفرنسية (bague de fiançaille) الذي تمت ترجمته إلى الأنجليزية (engagement ring) والتي من الممكن نقلها إلى اللغة العربية بالترجمة «خاتم الخطوبة». في الوقت الراهن، يتم عرض الخاتم في متاجر الذهب والمجوهرات في «سوق هارودز».

### خاتم شريط «بولقاري الماسي»
لحظة حادث السيارة الذي وقع «للأميرة ديانا» ورفيقها دودي فايد، كانت «ديانا» ترتدي خاتما قدمها لها فايد. كان ذلك الخاتم عبارة عن مجموعة من الخيوط مصنوعة من الذهب الأصفر من نوع «بولقاري» تبلغ قيمته (3,000) جنيه إسترليني إلى جانب قطع جوهرية من الألماس. ولم يكن الشريط الماسي المصنوع من الذهب الأصفر تمثّل خاتم خطوبة، حيث كانت الأميرة ترتديه في الاصبع السبابة من يدها اليمنى، حيث أنها استحسنت رأي حاجبها (كبير الخدم) الشخصي «بول بوريل» الذي نصحها بارتدائه على هذا النحو. تظهر الصور التي التقطت في 30 أغسطس، قبل حادث السير مباشرة، أن الأميرة كانت ترتدي خاتما ذهبيا في يدها اليمنى مما يدل على أنها كانت ترتديه كخاتم يرمز «للصداقة».

### خاتم من ياقوت «كابوشون»
ارتدت الأميرة «خاتم كابوشون» من الياقوت خلال جلسة تصوير لعائلتها بمناسبة السنة الميلادية عام 1982م مع الأمير تشارلز وابنهما الأمير ويليام. في حين أنه من غير المعروف لماذا لم ترتدها «ديانا» قَْط في الأماكن العامة، حيث يرى البعض أن هذه القطعة الثمينة تنتمي إلى فرد آخر من العائلة وأنها ارتدت ذلك لحماية ابنها من التعرض للخدش، أثناء التقاط الصور، ورأت أنها أكثر أمانا من ارتداء خاتم الخطوبة (الذي يتكّون من مسامير للزينة أكثر نتوء).

### خاتم العلامة التجارية «كارتييه ترينيتي» وختم صغير بدمغته
خلال جلسة تصوير في 1 فبراير 1983م مع مصور العائلة الملكية تيم غراهام، في الجناح الملكي «للأميرة ديانا» في قصرها كنسينغتون، ارتدت «الأميرة» خاتم مصنوع منِقَبل دار الذهب والمجوهرات الفرنسية كارتييه ويحمل العلامة التجارية لدار التصميم ذاتها «كارتييه ترنيتي»، إلى جانب ارتداء «ديانا» لختم صغير يحمل دمغة (تصميم) الخاتم «كارتييه ترينتي»، بالإضافة إلى شيء من كسوة ريش فاخر الذي ينتمي بدوره إلى «أمير ويلز» اللذين كانا (الخاتم والختم الصغير) بمثابة هديتين من «الأمير تشارلز» «للأميرة ديانا». في حين أن الختم الصغير تم منحه للأميرة في الليلة التي سبقت الزفاف مع صقة جانبية تظهر مكتوبة عليها الِعَباَرة التالية: «كل ما عليك القيام به هو مجّرد النظر إلى أعينهم وبالتالي طرحهم أرضا»

### خاتم «الزبرجد»
كانت «الأميرة ديانا» تمتلك، في مسيرة حياتها، مجموعة من مجوهرات مصنوعة من الحجر الثمين «الزبرجد»، بما في ذلك "قطع الزمرد الذي ارتدته ولاول مرة في مزاد "كريستيس" العلني لمقتنياتها من الألبسة الفاخرة في سنة 1997م. آنذاك، ارتدت «ديانا» «خاتم الزبرجد» مقترنا مع "خاتم الخلود" الذي كانت ترتديهما في كثير من الأحيان عندما كانت مراهقة حيث كانا كلا "الخاتمين" يعودان في الأصل إلى مجموعة مجوهرات عائلة ديانا "سبنسر". في حين أنها ارتدت «الزبرجد» مرة أخرى في زيارة رسمية لها إلى العاصمة الأسترالية سيدني في صيف عام 1997م.
يتشّكل خاتم «الزبرجد» من قطع من مجوهرات الزمرد التي تحيط بها قطع من نوع ألماس «سوليتير» الصغيرة والمرصعة بالذهب الأصفر عيار 24 قيراط. من ناحية التصميم، فقد كان تلبية لطلب من «الأميرة ديانا» من متجر المجوهرات البريطاني «أسبري» في عام 1997م، حيث استخدمته الأميرة كبديل «لخاتم الخطوبة» بعد طلاقها من «أمير ويلز» عام 1996م. كان مبّرر اختيار هذا التصميم الفريد من نوعه وانتقاء لون الذهب الأصفر بوزن 24 قيراط ، هو لكي يتناسب «خاتم الزبرجد» (الحديث) مع «سوار من الزبرجد» الذي كانت تمتلكه «ديانا» مسبقا من خلال حصولها عليه كهدية لها من العائلة الملكية.
وحصلت ديانا على حجر الزبرجد كهبة من الشخصية البرازيلية «لوسيا فليشا دي ليما» التي كانت تُعرف بأنها أفضل صديقة للأميرة. أما بالنسبة للحجر الذي تم وضعه على الخاتم، فقد تم اكتشافه في منجم في البرازيل حيث يتم عادة جمع قطع «الزبرجد» منه بهدف تقديمها للملكة. وبعد الحادث المأساوي لديانا، انتقل الخاتم إلى ابنها الأصغر «الأمير هاري»، الذي أعطاه بدوره لخطيبته، آنذاك، «ميغان»، لارتدائه في حفل زفاف الزوجين في عام 2018م.
وفي العام 2018م بلغت القيمة المقدرة "لخاتم الزبرجد" التابع "للأميرة ديانا بقرابة (75,000)جنيه إسترليني، ولكن نظرا لحقيقة أنه كان مملوكا مسبقا للأميرة «ديانا» والدوقة «ميغان»، فمن المحتمل أن تحقق الآن أكثر بكثير من ذلك في المزاد.

### خاتم من الزمرد والأماس
أثناء تشريف «الأميرة ديانا» في فعاليات لعبة «رمي الكرة» التي أقيمت في فندق Southern Cross Hotel في المدينة الأسترالية ملبورن عام 1985م، كانت «أميرة ويلز» ترتدي خاتم يراه الجميع من نوع الحجر الكريم «كابوشون» المصنوع من الزمرد والألماس بدلا من «خاتم الخطوبة»، (حيث أن خاتم الخطوبة كان مصنوعا من الياقوت الأزرق السيلاني والذهب الأبيض). يظهر الحجران على «خاتم الزمرد والألماس» بشكل غير متراصفين تماما ولكن كل منهما يزين حواف زاوية الأخر، وكأن الحجران يشبهان إلى حد كبير أسلوب تصميم «الحلقة التفافية» (مجرى جانبي). كما ارتدت «ديانا» هذا الخاتم في 11 نوفمبر 1993م أثناء حضور مأدبة رسمية في ماليزيا والتي كانت فيه ضيفة شرف لدى الحاكم الأعلى لماليزيا يانغ دي-برتوان أغونغ أثناء تواجده في فندق «دورشيستر هوتيل» في العاصمة البريطانية لندن.

### خاتم الزمرد قطع مربعة
أثناء حضور «أميرة ويلز» مباراة لسباق الخيل ولعبة ضرب كرة «البولو» من أجل تشجيع زوجها، الأمير تشارلز في عام 1989م، قدمت الملكة إليزابيث الثانية ى خاتم الزمرد إلى الأميرة ديانا لارتدائه في هذه المناسبة الرسمية. وكان هذا الخاتم الزمّردي تزينه حوافه المربعة قطع الزمّرد الأخضر، والذي أعادت وصفه الصحافة بشكل غير صحيح بأنه «هدية من زوجُ مغَرم».

## أقراط الأُذُن

### أقراط اللؤلؤ
بدأ حب ديانا للؤلؤ في وقت مبكر من حياتها. بينما كانت صديقاتها في المدرسة يرتدين في كثير من الأحيان الأزرار (شبيهه بمسمار الزينة) الماسية، عادة ما كانت «أميرة المستقبل»، في صغرها، يتّجه ميولها الطفولي نحو مجوهرات اللؤلؤ. في سن الخامسة عشرة، شوهدت الأميرة ديانا سبنسر ولأول مرة وهي ترتدي زوجا من الأقراط البسيطة من اللؤلؤ؛ ارتدتها كوصيفة شرف في حفل زفاف أختها جين في تاريخ 20 أبريل 1978م.كانت هذه الأقراط من بين قطع المجوهرات القليلة التي لم تتم سرقتها، في وقت لاحق، من الأميرة أثناء إقامتها في شقتها في لندن وقبل خطوبتها. ارتدتها «ديانا» حقا في مناسبات غير رسمية بعد زواجها. كما أنها ارتدتها كذلك، ولأخر مرة بشكل علني، في 3 يوليو 1990م أثناء حفل تدشين مركز شرطة جديد في 462 فوري ستريت، إدمونتون ، لندن (كما تمت الإشارة مسبقا هنا، تحت عنوان «مجوهرات ديانا منذ الطفولة»).

### أقراط العلامة التجارية «تيفاني»
خلال الفعاليات الرسمية لبطولة «ويمبلدون» للتنس في عام 1994م، كانت الأميرة ديانا وابنها الأمير ويليام يشاهدان المباراة من المقصورة الملكية في مقصورة الملعب لكبار الشخصيات. عندها تهافتت كاميرات المصورين على الأميرة الأنيقة على نطاق واسع وهي ترتدي سوارًا من الذهب عيار 18 قيراطا تحمل علامة متجر الذهب والمجوهرات الأمريكي «سوار تيفاني ذا الخمسة أصفف» التي يعود تاريخ صنعها إلى عام 1992م. حقا، شوهد السوار ذاته على يد «الأميرة» بالإضافة إلى أقراط تزيدها تناغما وتأنّقا في تاريخ 3 يوليو للعام ذاته 1994م، وبالتحديد في نهائيات فعاليات «ويمبلدون» للرجال .

### أقراط الذهب المصممة على صورة كْليَة فاصولية
في 31 أغسطس 1997م، كانت «ديانا» ترتدي حلقا ذهبيا على شكل فاصوليا بأربع لفات أعطاها لها دودي فايد. ارتدتها الأميرة آخر مرة في يوم وفاتها أصبحت واحدة من من المتعلقات الشخصية التي تم استردادها، حقا، من موقع الحادث المأساوي، حيث أن الأقراط تحطمت بسبب قوة اصطدام الحادث. وفي السياق ذاته، تلقى بول بوريل (الحاجب الشخصي للأميرة ديانا) معظم الأمتعة الشخصية التابعة للأميرة في مستشفى «بيتييه-سالبيتغييه»(Pitié-Salpêtrière) في العاصمة الفرنسية باريس. تم العثور على قرط واحد من الذهب فقط حينها، ولكن القرط الثاني لم يتم العثور عليه إلا في وقت لاحق مثبتا بالقوة في لوحة التحّكم (عدادات) سيارة المرسيدس (التي كانت تقلّهم وقت الحادث) في 23 أكتوبر 1997. حيث تم الإعلان مؤخرًا عن أن القرط الأخير التي تم العثور عليه في السيارة قد اعَوج مظهره قليلاً بالإضافة إلى ضياع مسمار الزينة الذي يمثل دور القفل للقرط لتثبيته حول شحمة الأذن عند ارتدائه.

### أقراط متدلية من الألماس والزمرد
كان لدى الأميرة ديانا قطعتين فقط من المجوهرات من الزمّرد في مقتنياتها الشخصية: الأولى هي سوار الزمرد المرّصع بالألماس الذي أعطي لها كهدية زفاف من زوجها الوحيد "الأمير تشارلز"، أما القطعة الثانية فهي عبارة عن زوج من الأقراط المتدلّية من الأذن والمرصعة بالألماس والزمرد معا، والتي أعطيت أيضا "لديانا" منِقَبل "تشارلز"؛ ولكن هذه المرة كهدية لعيد ميلادها الثاني والعشرين. يتكّون الأقراط من أحجار كريمة من الزمرد المصّممة على شكل فاكهة الكمثرى معلّقَة بسلسلة صغيرة من الألماس (تشكيلة من الحجر الكريم البلاتين). تعود الأقراط ، ذات الطراز الحديث، إلى سنوات العشرينات من القرن العشرين، والتي تم تصميمها لتتناسب مع الذوق الملكي الهندي-البريطاني "دلهي دوربار بارور، وهي تشكيلة لتصميم متوارث عليها في البلاط الملكي ويطلق عليه مسمى "زمرد كامبريدج" التي تملكها في الأساس الملكة ماري.

### أقراطَ ملكة اللؤلؤة المتدلية
خلال زيارة رسمية «للأميرة ديانا» إلى أستراليا عام 1983م، أعطت الملكة إليزابيث الثانية لديانا زوجا من أقراط اللؤلؤ المتدلية التي كانت من تصميم تاجر المجوهرات البريطاني .ُصِنعت هذه الأقراط بتصميم يحتوي على شكل إطار ذهبي عصري من الأحجار من مجموعة الملكة، حيث كثيرا ما كانت الملكة تفضل تدليل حفيدتها ومنحها مجوهرات مثل الأقراط لإرتدائها في المناسبات الخاصة.

### أقراط الزر من اللؤلؤ والألماس
ارتدت «أميرة ويلز» زوجا من الأقراط الكبيرة، نوعا ما، والمصنوعة من اللؤلؤ والماس والتي تشبه نوعا آخر من الأقراط الذي تفضله الملكة إليزابيث الثانية. كانت «ديانا» ترتدي الأقراط بانتظام خلال مناسباتها في العام 1993م، لا سيما أثناء حضور «الأميرة» حفل فاخر للرقص في لندن وتشريفها لحفلة الأوبرا «الناي السحري» للمؤلف الموسيقي النمساوي «موزارت». من المحتمل أن تكون قطعتي المجوهرات اللؤلؤة والألماس مستديري الشكل يخفيان أنهما ليسا أصليين، نظرا لتطابق حجمهما بشكل تام مع بعضهما البعض. ومن جهة أخرى، من الطبيعي أنه يكاد يكون من المستحيل العثور على لآلئ متطابقة، خاصة مثل تلك الأنواع كبيرة الحجم.

### أقراط الياقوت
يعود هذا النوع من الأقراط من الياقوت في الأصل على أنه جزء من تشكيلة المجوهرات الفريدة من نوعها التي تلّقتها "أميرة ويلز" من المملكة العربية السعودية  كما أن هذه الأقراط الثمينة تنسجم بشكل فريد مع "خاتم الخطوبة" الذي تلقته "ديانا" من "تشارلز. ارتدت "ديانا" أقراط الياقوت هذه على شكل أقراط متدلّية ومشابك جوهرية. في الوقت الحالي، انتقلت هذه القطعة الجوهرية زوجة ابنها ويليام كيت دوقة كامبريدج، التي قامت بدورها بإجراء بعض التعديلات على كامل المجموعة وتغيير مظهرها إلى قطعة واحدة من الياقوت تظهر بشكل متدلّي حيث ارتدتها "كيت" في العديد من مناسباتها العامة.

### أقراط من الألماس ولؤلؤ البحر الجنوبي (الأسترالي)
يتميز هذا النوع من الأقراط «من خلال النحت بعناية لخيط من ألماس الذي بدوره يتدلّى ليمسك بقطعة ماسة مصقولة بشكل دائري مما يمنحها شكل فاكهة كمثرى مرّصعة بالألماس». قامت «ديانا» بارتدائها في مناسبات عديدة إبان فترة التسعينات من القرن العشرين. حيث ارتدت «أميرة ويلز» هذا النوع من الأقراط آخر مرة في ظهور لها في «قاعة ألبرت الملكية» (للأحتفالات والفنون التعليمية)، ولكن في وقت لاحق، تمت إزالة خيط اللؤلؤ المتدلّي من أعلى هذه الجوهرة الجذّابة. وانتقلت ملكية هذه الجوهرة الثمينة ابن «ديانا» «ويليام» الذي أعطاها بدوره لزوجته «كيت». عندها قامت «الدوقة كيت» بتعديل مظهر الأقراط واستبدال قطعة اللؤلؤ الأصلية بمجموعة قطع من اللألئ أصغر. وفي وقت لاحق، ارتدت «كيت» هذه القطعة (المعدّلة) ولاول مرة أثناء شرف ظهورها على السجادة الحمراء لحفل توزيع الجوائز الأكاديمية البريطانية الحادي والسبعين 

### أقراط لؤلؤة «كولينجوود» (متجر مجوهرات)
حصلت «أميرة ويلز» على هذه الأقراط من اللؤلؤ كهدية من «تشارلز» بمناسبة حفل زفافهما. حيث تم صياغة هذا الزوج من الأقراط منِقَبل متجر الذهب المجوهرات البريطاني كولينجوود، وعندها ارتدتها «ديانا» في عدة مناسبات خارجية ومشاركات متنوعة. ظهرت «الأميرة ديانا» وهي تضع هذه أقراط «كولينجوود» ولأول مرة أثناء نزهة لها قبل شهر من زواجها من «الأمير تشارلز». وفي الوقت الراهن أصبحت هذه القطعة الثمينة تملكها زوجة ابنها «ويليام»: «دوقة كامبريدج» كيت، التي ارتدتها ولأول مرة في عام 2017م خلال مأدبة رسمية واستمرت حينها في ارتدائها من حين خر.

### أقراط من الزبرجد والألماس

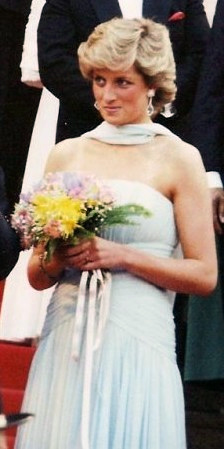
أميرة ويلز ترتدي أقراط الأكوامارين والألماس في مهرجان كان السينمائي عام 1987

ظهرت «أميرة ويلز» وهي ترتدي هذا النوع من الأقراط ولأول مرة أثناء تشريفها حضور "مهرجان كان السينمائي لعام 1987م، حيث أن بدا للجميع دقة صقل هذه الأقراط من «الزبرجد الضخم على شكل فاكهة الكمثرى الإنسيابي، وتحيط بها قطع من الألماس المتدِلّية من عنقود زهرة ماسية».

### أقراط من الألماس والياقوت الرّماني
لا يُعرف سوى القليل عن هذه الأقراط المرصعة بالألماس والياقوت بخلاف حقيقة أن صورة للأميرة ترتديها ظهرت على غلاف مجلة People - 11 مارس 1996: "DI-Vorce" - بدء طلاق الأميرة ديانا.  

### أقراط من اللؤلؤ، والياقوت، والدّرة القرمزية
كمثال على المزج والتناغم للشكل النهائي للترصيع بالمجوهرات، هذا النوع من الأقراط تم صقلها من جانبين: الأول مرّصع باللؤلؤ والياقوت الأزرق الكبير من جهة، ومزخرف باللؤلؤ والياقوت الكبير ذا اللون الأحمر الداكن من جهة أخرى. كما ظهرت «الأميرة ديانا» مرتدية هذه التحفة الجوهرية خلال زيارة لجمهورية كوريا الجنوبية عام 1992م.

### أقراط أمير قطر من اللؤلؤ الزهري
أعِطيت هذه الأقراط "للأميرة ديانا" من أمير قطر بمثابة هدية بمناسبة زفاف "ّأميري ويلز"، حيث تتميز هذه القطعة الجوهرية باحتوائها على "قطع من الألماس الأبيض على شكل أزهار متدلية (بشكل مخروطي) بالإضافة إلى قطع من اللؤلؤ باللون القشدي (الأصفر الباهت). ارتدت "ديانا" هذا النوع من الأقراط عدة مرات في نزهات ومناسبات متنوعة.

### أقراط «قريفيل» المتدلّية على شكل كمثرى
إلى جانب عدد (60) قطعة من المجوهرات، تركت السيدة مارجريت قريفيل للملكة إليزابيث الأولى مجموعة من الأقراط المتدلية التي اشترتها من متجر المجوهرات الفرنسي «كارتييه» في عام 1938م. حينها تم صنع تلك الأقراط باستخدام الأحجار الكريمة التي تنتمي لعائلة «قريفيل». كانت هذه الأقراط متدلية على شكل فاكهة الكمثرى والتي كانت مرّصعة بقطع من الألماس تزن كل قطعة منها ما يقارب 20 قيراطا. استعارتها «الأميرة ديانا» في عام 1983م لإتدائها في أول زيارة رسمية لها إلى دولة أستراليا. بالإضافة إلى ارتداء «أميرة ويلز» للأقراط ذاتها كذلك ولكن هذه المرة بارتدائها أيضا مع التاج الملكي الخاص بعائلتها «سبنسر» خلال مأدبة رسمية على مستوى الدولة.

## َمشاِبك (دبابيس) من الذهب

### مَشَبك «تشارلز» الماسي والمكسو بالريش الملكي
في يوم زفاف "أميرة ويلز"، قدمت الملكة الأم "إليزابيث الأولى" إلى "الأميرة ديانا"ِ مْشَبكا كهدية زفاف. يتميز هذا المشبك الفاخر في احتوائه على "ريش فاخر لطائر النعام تعود ملكية "للأمير تشارلز"، حيث كانت "ديانا" ترتديه في كثير من الأحيان على هيئة قلادة للتنس مصنوعة من الألماس مع ميدالية مرّصعة بالزمرد من نوع "كابوشون" الفاخر. حيث كانت "ديانا" قد انتقت هذه القلادة الماسية من ضمن مجموعة المجوهرات الثمينة التي تلقتها كهدية من المملكة العربية السعودية لها بمناسبة حفل الزفاف.

### مشَبك شعار العرش البريطاني للملكة إليزابيث الثانية
وسام العائلة الملكية الحاكمة (في المملكة المتحدة) هو شعار شرف قدمته الملكة إليزابيث الثانية إلى الإناث من العائلة المالكة البريطانية. يتم ارتداء هذا الشعار التشريفي في المناسبات الرسمية حيث يتم تثبيته على فستان الأميرات على جهة الكتف الأيسر. يتضمن الشعار صورة للملكة إليزابيث الثانية وهي شابة في فستان سهرة ومرتدية وشاح مثبت بنجمة أعلى مراتب الفرسان النبلاء في التاريخ البريطاني "فرسان الرباط. الصورة المصغرة التي رسمت على الشعار كانت قد صّممت في الأصل على مادة العاج ولكن منذ عام 2017م تم نحتها على مادة الزجاج حيث تطّوقها قطع من الألماس التي يعلوها قبة تاج الإمبراطورية البريطانية (في السابق) "تاج تيودور المصنوع من الألماس ومادة المينا الحمراء التي تزين أحد أوجه القطعة الثمينة. أما في الوجه الأخر، فقد تم طلاء الشعار باللون الفضي المذهب الذي تم زخرفته بأشعة ترمز للشفرة الملكية البريطانيةr وتاج الملك "سانت إدوارد المرّصع بالذهب ومادة المينا. كما يتكون الشعار من شريط الماء الحريري بـاللون الأصفرالذهبي والتي رُسمت على شكل قوس.

### مشَبك رمز الأفعى «بتلر & ويلسون»
كان لدى «الأميرة ديانا» مجموعة كبيرة من مجوهرات الأزياء المصنوعة من قبل أحد المفضلين لديها من صنّاع الُحِلي والمجوهرات وهو دار المجوهرات البريطانية (Butler & Wilson) التي تزين دمغة علامتها التجارية العالمية "B & W" جميع تصاميمها الفريدة من نوعها التي كانت على رسمة لـرمز للأفعى مرّصعة بالحلي والمجوهرات على شكل أفعى ملتصقة على نسيخ القماش. ارتدت «الأميرة ديانا» هذا الشعار الملكي في تاريخ اليوم الثالث من شهر مايو في العام 1986م أثناء فترة تواجدها في مدينة فانكوفر التابعة لمقاطعة كولومبيا البريطانية.

## أساور وساعات يدوية

### سوار الألماس والزمرد على طراز «الآرت ديكو»
كان هذا السوار الفاخر هدية زفاف من «تشارلز» إلى «ديانا»، حيث كان أحد القطعتين الوحيدتين من ضمن المقتنيات الشخصية من مجموعة مجوهرات «الأميرة ديانا» التي تحتوي على الزمرد الحقيقي، الذي يمثّل الحجر الكريم الذي تفضل «أميرة ويلز» ارتدائه باستمرار.
ارتدت ديانا هذا السوار بشكل ملحوظ أثناء تواجدها في «قاعة باربيكان للفنون التمثيلية» في العاصمة البريطانية لندن عام 1982م، وحينها استمرت «الأميرة ديانا» في ارتداء هذا السوار الفاخر إلى فترة مبّكرة في علاقتها الزوجية مع «الأمير تشارلز». في وقت حق، وضعت «ديانا» هذه القطعة الجوهرية جانبا ولم ترتديها مرة أخرى. إلى أن قّررت «أميرة ويلز» انتقاء هذا السوار من جديد نسجامه مع مناسبة لحفل عشاء في عيد ميلادها السادس والثلاثين. قَرنَت «الأميرة الأنيقة ديانا» سوارها الفاخر مع زوج من أقراط الزمرد، والتي بدورها كانتل قطع الزمرد الوحيدة التي تمتلكها والتي حصلت عليها عن هيئة هدية من «الأمير تشارلز» في عيد ميلادها الثاني والعشرين.

### سوار لؤلؤي من سبعة صفوف
كانت "أميرة ويلز" تتقاسم الجمال مع ارتدائها هذا النوع من السوار المصنوع من اللؤلؤ، والذي يتكّون من سبعة صفوف متراصفة بدقّة مع فاصل شريط بشكل رأسي. كانت تألق "أميرة ويلز" بهذا المظهر خلال زيارة تشريفية قامت بها في 4 نوفمبر 1981م لـ"معرض أباطرة أسرة غونزاغا الإيطالية" الذي أقيم في إحدى قاعات "متحف فيكتوريا وألبرت حينها التقط كاميرات المعجبين صورا عدّة "للأميرة الأنيقة"، ومن بين هذه الصور كانت هناك صورة تظهر "أميرة ويلز" وهي تحاول التغلب على النعاس الذي غلب على محياها الطفولي، ومن هنا أطلق معجبيها على صورتها هذه، من بين صورا شبيهة لها في وقت لاحق، بالتسمية التعبيرية "الجمال النائم"

### سوار الملكة المستطيل والعصري
في عام 1982م، طلبت «الملكة إليزابيث الثانية» من متجر المجوهرات الملكية (Garrards) بتصميم سوار فاخر من مجوهرات الألماس. وتحقق للملكة طلبها، حيث ظهرت أمام الملأ وهي ترتدي باستمرار هذه التحفة الثمينة والتي تتكّون أجزائها من قطع صغيرة من الجواهر المرصوفة بشكل دقيق، والمرّصعة بقطع بّراقة ولافتة للنظر من الألماس. وفي وقت لاحق وبالتحديد في عام 1983م، قامت الملكة بإعارة هذا السوار الماسي «للأميرة ديانا» من أجل زيارة على مستوى الدولة قامت بها «ديانا» إلى دولة أستراليا.

### ساعة يد الجمهورية الإتحادية السويسرية
في عام 1947م، تلقت الملكة إليزابيث باوز ليون هدية زفاف من الجمهورية الفيدرالية السويسرية، والتي كانت عبارة عن ساعة بلاتينية مصممة خصيصا منِقَبل أقدم مصنع للساعات في العالم «فاشيرون & كونستانتين». وفي وقت لاحق، تحديدا في عام 1981م، قامت الملكة إليزابيث بمنح الساعة «للأميرة ديانا» كهدية بمناسبة حفل زفافها.

### سوار ذهبي بحلقة وصل
في 27 فبراير 1981م وقبل زواج «الأميرة ديانا» من «الأمير تشارلز»، ُسئلت «الأميرة الشابة»، أثناء زيارة تشريفية لها للمدارس البريطانية، منِقَبل أحد التلاميذ في المدرسة البريطانية «نيكولاس هاردي» السؤال التالي: «هل يمكنني أن أقبل يد ملكة المستقبل؟»
وذلك بعد إعطائها باقة زهور من النرجس البّري أثناء زيارتها إلى البلدة البريطانية «شلتنهام» جنوب غرب المملكة المتحدة. كانت الصور التي التقطتها الصحافة للسوار الذهبي ذا حقلة وصل بجانب صورة التلميذ المؤدّب وهو يُقِّبل يد «الأميرة ديانا» بمثابة سبق إعلامي وظهرت الصورة على الصفحات الأولى لجميع الصحف بأنواعها. عندها أصبح التلميذ العفوي أول شخص يقبل يد «أميرة ويلز» على مرأى الجميع علنا.

### سوار الذهب الُمَموج
في عيد ميلاد «أميرة ويلز» العشرين، أعطاها زوجها (آنذاك) «أمير ويلز» سوارا ذهبيا إلى جانب ساعة منسوجا من صائغ المجوهرات السويسري «باتيك فيليب» بتكلفة بلغت حوالي (4,000) جنيه إسترليني. ظهرت به «الأميرة ديانا» على العلن وهي ترتدي هذا السوار الذهبي في «قصروندسور» في عام 1983.

### سوار سحر الذهب
لم ترتدي "ديانا" هذه القطعة الجوهرية أمام الجمهور علنا، حيث كانت في الأصل عبارة عن هدية من "تشارلز" بمناسبة زفافهما، حينذاك. جرت العادة أنه في كل عام من الذكرى السنوية للزفاف، كان "أمير ويلز" يهدي زوجتهُ حليةّ ثمينة تختلف عن سابقتها من المجوهرات. يتضمن هذا السوار السحري أيقونات ورموز تذكارية عديدة تزين حوافه وهي: صورة مصغرة لـ"كاتدرائية القديس بولس"، التي أقيمت فيها مراسم الزفاف الملكي لهما حينها. بالإضافة إلى احتواء هذا السوار على زوج من الأحذية الرقيقة لرقصة الباليه، حيث كانت الأميرة تحب هذا النوع من الرقص الأنثوي. إلى جانب رسمة لقبعة الرياضة الملكية "بولو" التي تعبر عن مدى عشق زوجها لهذا النوع من الفروسية. بالإضافة أيضا إلى دمية تصّور حيوان "دب الغابة" تخليدا لحب "ديانا" لدمى الدببة من نوع "تيدي". كما يحتوي هذا السوار الفاتن على صورة تفاحة التي ترمز إلى ولع "أميرة ويلز" بمدينة نيويورك الأمريكية. وأخيرا تظهر صورة مصّغرة لحيوان الخنزير. ومن جهة أخرى، كان "تشارلز" قد أعطى لـ"ديانا" قطعتين جوهريتين مشابهة لهذا السوار التذكاري حيث كان منقوش عليها حرفين باللأتينية واللذان يرمزان لبداية اسم ابني "ديانا": هاري وويليام W وH" لحظة ودة كل منهما.

### ساعة يد «كارتييه تانك فرانسيز»
تلقت «ديانا» ساعة يد من العلامة التجارية الفرنسية «كارتييه تانك فرانسيز» المصنوعة من الذهب الأصفر عيار 18 قيراط ، والتي كانت هدية تخلّد ذكرى والدها الراحل «جون سبنسر» الذي توفي عام 1992م. وبحلول عام 1996م توقفت «الأميرة ديانا» عن ارتداء ساعة مشابهة كانت تضعها على معصمها والتي حصلت عليها كهدية من زوجها السابق «الأمير تشارلز»، وقامت «الأميرة» باستبدالها بهذه الساعة المهداة لها من والدها «جون».
وبعد رحيل «الأميرة ديانا»، قام كل من ابنيها «الأمير ويليام» و «الأمير هاري» بزيارة إلى «قصر كنسينغتون» لتخليد ذكراها عبر انتقاء أحد ممتلكاتها من المجوهرات التذكارية، اختار «ويليام» هذه الساعة فرنسية الصنع، في حين فضل «هاري»، الذي كان حينها في سن 12 عاما، أن ينتقي «خاتم الخطوبة» كتذكار لوالدته الراحلة. وبعد مرور عدة سنوات قام «الأميرين» باستبدال تذكارات كل منهما مع ا خر.

### سوار من الياقوت والماس السعودي
حصلت «الأميرة ديانا» على هذا السوار الجوهري بتشريف من ملك المملكة العربية السعودية الراحل صاحب السمو الملكي الأمير فهد بن عبد العزيز آل سعود (عندما كان ولي العهد السعودي). كانت هذا السوار الملكي من ضمن مجموعة من المجوهرات الماسية والياقوتية. تضمنت هذه التشكيلة من الجواهر متدلّية من الياقوت والألماس معلقة على شكل ميدالية ماسية لرياضة التنس (التي يتدلّى منها كذلك ميدالية تزينها باقة من ريش النعام المرّصع بالألماس والذي كان يفضله زوج «ديانا» الأمير تشارلز). بالإضافة إلى أن مجموعة المجوهرات كانت تحتوي على قطع أخرى والتي بدوها كانت ألوانها الجوهرية تتناعم مع كامل التشكيلة من: أقراط، وخاتم، وسوار وساعة يد. في حين كانت «أميرة ويلز» تفضل ارتداء هذا النوع من السوار بانتظام.

### ساعة من الياقوت والألماس السعودية
كما أُشير سابقا بأن «الأميرة ديانا» تلّقت في مناسبة حفل زفافها الملكي ساعة يد ضمن مجموعة من المجوهرات الماسية والياقوتية المنسجمة ألوانها السحرية وباقة الريش الفخر، حيث كانت هذه التشكيلة الجوهرية بمثابة منحة ملكية من جلالة ملك المملكة العربية السعودية الراحل صاحب السمو الملكي الأمير فهد بن عبد العزيز آل سعود (عندما كان ولي العهد السعودي). حقا، استخدمت القطع الجوهرية التي تتكون منها هذه الساعة والخاتم لصنع أربع قطع جديدة من المجوهرات. ومن بين قطع المجوهرات التي تم صياغتها طوق عنق choker كانت ترتديه «الأميرة ديانا» على هيئة عصابة رأسheadband خلال زيارة عمل رسمية قامت بها لدولة اليابان عام 1986م، وظهرت وهي ترتدي هذه القطعة الثمينة أثناء مأدبة رسمية على شرف استضافتها منِقَبل إمبراطور اليابان. من جهة أخرى، تم إعادة صياغة قطعة الياقوت التي كانت تتوّسط الخاتم إلى إطار شعاعي من الماس الياقوتي والذي أصبح يحيط بدوره بإطار ساعة اليد (حديثة الصنع)، ليحل الخاتم عندها محل واجهة ساعة اليد، والذي أصبح يمثّل الآن محور طوق عنق طويل بلونه المخملي من اللون ا لأزرق الداكن midnight-blue velvet المدعم بالعلامة التجارية السويسرية لـ«لواصق فيلكرو»Verlcro. كما أنه يوجد على ك جانبي قطع الياقوت سلسال صغير من الألماس، عمقه ثلاث درجات (قياسا مع حجم قطع الياقوت)، والتي تمتد حتى منتصف حجم طول الشكل الدائري لطوق العنق الجوهري.

### سوار بدمغة «تيفاني بخمسة صفوف»
في عام 1994م، كانت «الأميرة ديانا» وابنها «الأمير ويليام» في المقصورة الملكية في مدرج «الملعب الوطني البريطاني» خلال مباراة بطولة «ويمبلدون للتنس»، حينها التقطت كاميرات المصّورين صورا «للأميرة» على نطاق واسع وهي ترتدي سوارا من الذهب عيار 18 قيراطا من تصميم متجر الذهب والمجوهراتّ الفرنسي «تيفاني»، وكان هذا السوار النفيس يتكّون من عدد (5) صفوف من قطع جوهرية مصقولة بدقة متناهية منذ عام 1992م. كما شوهدت «أميرة ويلز» وهي ترتدي هذا السوار الفرنسي التصميم مع أقراط يزيده تألّقا وجمالا في انسجام أطيافهما، حيث التقطت هذه الصورة «للأميرة» في 3 يوليو 1994م، وبالتحديد في فعاليات نهائي بطولة «ويمبلدون للتنس للرجال».

### سوار الوصل "P R"الذهبي
يُعرف سوى القليل عن هذا السوار الذهبي الرقيق بخ ف معلومة تشير إلى أن ثمة صور التقطت «ل ميرة ديانا» وهي ترتدي هذا السوار الذي كان على شكل حلقة وصل صغيرة. حيث ظهرت صورة «أميرة ويلز» على غلاف «مجلة المشاهير في عددها المؤرخ في 11 مارس 1996م تحت عنوان:» انفصال«– بداية طلاق الأميرة ديانا»، (كما تمت الإشارة مسبقا في هذه المقالة تحت العنوان الفرعي: «أقراط من ألماس والياقوت الرّماني».

### سوار من «كابوشون» الياقوت والماس
من جهة أساس الفكرة فقد كانت بدايتها عندما ارتدت «أميرة ويلز» هذا النوع من الأكسسوارات من الجواهر على هيئة قلادة تعود لتاريخ 14 نوفمبر 1985م أثناء مناسبة لمأدبة رسمية أقامها «أمير قطر» (آنذاك)، الشيخ الراحل خليفة بن حمد آل ثاني على شرف «الأميرة ديانا». وغيرت «أميرة ويلز» تصميم شكل هذه القلادة إلى زوج من «كابوشون» الياقوت يزينه سوار من الألماس. وفي وقت حق، وبالتحديد في تاريخ 28 نوفمبر 1994م، قّررت «ديانا» ارتداء هذه القطعة من المجوهرات الثمينة (المعدّل تصميمها)، للمناسبة الرسمية فعالية «ليلة الطفولة» التي أقيمت على شرف «أميرة ويلز» في «قصر فيرساي» في ضواحي العاصمة الفرنسية باريس.

### سوار متشابك من الذهب
في تاريخ 24 من شهر أبريل في عام 1991م، قامت "الأميرة ديانا" بزيارة تشريفية إلى "دار رعاية الأطفال المصابين بمرض نقص المناعة المكتسبة (الإيدز) في المدينة البرازيلية سان باولو حينها حِرص المصورون على التقاط الصور "للأميرة" حيث تم تصويرها وهي ترتدي عدة قطع ذهبية من المجوهرات ومن ضمنها سوار ذهبي متداخلة أطرافه، إلى جانب ارتداء "ديانا" لقلادة ذهبية طويلة متقاطعة جوانبها. وفي وقت لاحقا، تم بيع هذه القلادة الطويلة، بطريقة انتقائية (ليس في مزاد علني)، وهي الآن من ضمن ممتلكات مجموعة من الجواهر لشاب أسترالي (من هواة اقتناء المجوهرات النادرة).

### سوار لؤلؤي من خمسة خيوط منحوت بحجر الزمرد والزبرجد ومشبك أزهار ماسي
خلال مرحلة طفولة «الأميرة ديانا» داخل أسوار العائلة الملكية الحاكمة، تلقّت «ديانا» من ضمن الهدايا الملكية سوارا من اللؤلؤ مصنوع من خمسة خيوط من الذهب عيار 24 قيراط  مع حجر كبير من «الزبرجد» النفيس يحيط به مشبك من الأزهار المرصعة بالألماس. حيث كانت «أميرة ويلز الشابة» ترتديه باستمرار إبان فترة الثمانينات في القرن العشرين، واستمرت «أميرة ويلز» بارتداء السوار ذاته بعد انفصالها عن زوجها «أمير ويلز». غالبا ما تشير بعض الروايات بشكل منتظم على أن هذا السوار اللؤلؤي هو جزء من مجموعة «للأميرة ديانا»، وقد بدأت في ارتداء خاتم «الزبرجد» الذي كان يتطابق حجمه إلى حدّ ما مع حجم سوار اللؤلؤ. لكن السوار كان في الواقع قطعة جوهرية موجودة مسبقا من ضمن مجموعة «الأميرة» من الجواهر ذاتها، بعد أن حصلت على هذا السوار كهدية قُدمت لها خلال أيامها الأولى داخل البلاط الملكي البريطاني. بالإضافة إلى إشاعات إعلامية أخرى تردّد أيضا، في هذا السياق، أنه كان لدى «الأميرة ديانا» نوعين من هذا السوار ذاته المصنوع من اللؤلؤ والذي يتكّون من خمسة خيوط، أحدهما مزود بمشبك زهرة ألماسية والأخر بمقبض (مشبك) من «الزبرجد». وعلى النقيض، تم الإكتشاف لاحقا أن القطعة الجوهرية ذات الجوانب غير المتطابقة للسوار ذاته هي التي تحتوي على مشابك من نوع مختلف.كما أنه ظهرت صور حقيقية تم التقاطها «للأميرة ديانا» في 9 نوفمبر 1982م أثناء تشريفها مناسبة رسمية في مقر قاعة المؤتمرات الوطنية «قيلدهال» في العاصمة البريطانية لندن، خلال فعاليات معرض للأزياء هدفه جمع الأموال للمؤسسة الخيرية «حق حضانة الأمومة» (المؤسسة الخيرية التي تملكها الأميرة ديانا)، حيث كانت الصور تُظهر جانبي السوار بشكل يناقض الاشاعات والروايات الصحفية.

### سوار من ذهب مع نحت لصورة قلب الغرام
كان هذا السوار الفاتن في تصميمه يشبه إلى حد كبير السوار الذهبي ذا حلقة وصل (الذي تمت الإشارة إليه سابقا بالعنوان ذاته تحت فصل الأساور والساعات)، الذي ارتدته «الأميرة ديانا» خلال سنوات زواجها الأولى. وظهرت «أميرة ويلز» وهي تضع سوار الغرام الذهبي ولأول مرة في تاريخ 4 أبريل 1983م، ومن ثَم التقطها كاميرات الصحفيين عدة مرات أخرى وهي تلّف معصمها بالسوار الثمين ذاته، إلى أن تألقت «الأميرة الراحلة» أمام الجميع للمرة الأخيرة وهي ترتدي السوار نفسه في تاريخ 1 يناير 1984م. وفي السياق ذاته، يظن بعض كتّاب سير المشاهير مثل: الكاتب الصحفي البريطاني «أندرو مورتون» بأن السوار كان عبارة عن هدية لـ«ديانا» من زوجها «تشارلز» خلال فترة سنوات «السعادة الزوجية» في مرحلة ما قبل تعقّد العلاقة بينهم.

### سوار «كارتييه» الماسي
قامت دار الذهب والمجوهرات الفرنسية «كارتييه» بتصميم سوار من قطع الألماس، والذي ظهرت "الأميرة ديانا" على الإعلام وهي ترتديه بأناقة خلال حفل رسمي لَمزاد علني على مجموعة من مقتنياتها من الفساتين والملابس الفاخرة، والذي أقيم في المدينة الأمريكية نيويورك عام 1997م. من جهة تاريخ هذا السوار الماسي، لا يعرف الكثير عنه سوى أن " دوقة ساسكس، ميغان ارتدته حقا، وظهر من جديد أثناء عيد الميلاد السبعين لوالد زوجها "الأمير تشارلز".

### سوار الذهب بتصميم سلسلة ذهبية
ارتدت «أميرة ويلز» هذا السوار الذهبي الذيُصّمم على شكل سلسلة مترابطة حلقاتها بمساحات صغيرة مستديرة أثناء زيارة تشريفية قامت بها إلى «دار فابان البرازيلية لرعاية الأطفال» المصابين بمرض نقص المناعة المكتسبة – الإيدز، بالإضافة إلى فيروس نقص المناعة البشرية، في جمهورية البرازيل الإتحادية. حينها، تهافتت كاميرات المعجبين والإعلام بشكل ملفت للنظر ملتقطة عدة صور «للأميرة ديانا» وهي تحتضن وتواسي الأطفال الذين تم تشخيصهم جميعا بمرض الإيدز. حيث أظهرت الصور «الأميرة» وهي تسمح للأطفال باللعب ومحاولة اكتشاف ماهية مجوهراتها الثمينة، لا سيما قلادة الذهب الطويلة التي كانت ترتديها «ديانا» آنذاك، والتي كانت قلادة طويلة ومتقاطعة أطرافها بشكل أنيق  بالإضافة إلى خاتم خطوبتها اللأمع في صورته وشهرته العالمية. وفي ثنايا هذه الزيارة التشريفية، قامت «أميرة ويلز» بارتداء مجوهرات أخرى ذهبية «أكثرُ سْمكا في الحجم» من أجل رفع معنويات الأطفال من خلال التسلي باللعب معها.

### سوار لؤلؤي ثلاثي الطبقات
ُصِنع هذا السوار من اللؤلؤ بتصميم تاجر المجوهرات البريطاني نايجل ميلن، حيث يتكّون صمم هذا السوار على شكل ثلاثة صفوف من الآلئ "مع فواصل ومشبك من الألماس واللؤلؤ" لتثبيتها بأناقة ودقة. اشتهرت "الأميرة ديانا" بارتدائها هذه القطعة الثمينة أثناء زيارة رسمية قامت بها إلى المقاطعة الصينية هونج كونج، حيث كانت "الأميرة" ترتدي "فستان إلفيس" الشهير الذي كان ينسجم مع السوار اللؤلؤي في تلك المناسبة رفيعة المستوى. في وقت حق، انتقلتُ ملكية هذه القطعة الآن إلى "كيت، التي ارتدت بدورها السوار ذاته ولأول مرة خلال جولتها الرسمية في جمهورية ألمانيا الإتحادية في عام 2017م.

### سوار من الذهب مرصع بالألماس المصقول
كان لهذا ا سوار الذهبي ماسات مصقولة تم تصميمها بشكل يشبه إلى حد ما لسوار «تصميم الغرام من كارتييه». من جهة أخرى، تألقت «الأميرة ديانا» في أناقتها، وبالتحديد في تاريخ 29 أكتوبر 1991م، حين التُِقطت صورا واضحة تُظهر «الأميرة» وهي ترتدي هذا السوار الذهبي أثناء زيارة رسمية قامت بها إلى العاصمة الكندية مدينة أوتاوا الواقعة شرق مقاطعة أونتاريو في دولة كندا ا تحادية. كما ظهرت «أميرة ويلز» من جديد وهي تضع السوار ذاته أثناء تشريفها حفلة الأوبرا الموسيقية «حفل بافاروتي»، لمغنّي الأوبرا الإيطالي «لوتشانو بافاروتي» في 30 يوليو 1991م.

### سوار من «الزبرجد» والألماس
ارتدت «الأميرة ديانا» أثناء تشريفها بحضور «مهرجان كان السينمائي» في عام 1987م سوارا مرّصع بقطع من جواهر «الزبرجد» والألماس. حيث كان هذا السوار الثمين يزداد أناقة مع انسجام أطيافه مع زوج من الأقراط المتدلّية والتي كانت، هي أيضا، مزخرفة بالِقطع الجوهرية ذاتها: «الزبرجد» والألماس.

### سوار الذهب
كانت «أميرة ويلز» تمتلك ضمن مقتنياتها من الذهب والمجوهرات سوارا ذهبيا متواضع (في التكلفة)، حيث كانت «الأميرة ديانا» ترتديه في العديد من المناسبات شبه الرسمية، إلى جانب المناسبات العاّمة مثل لحظات التحدّث وإلقاء التحية على الجمهور . وفي السياق ذاته، التقطت كاميرات المتابعين بعض الصور «للأميرة ديانا» في 10 سبتمبر 1989م، من بين العديد من المناسبات، وهي ترتدي هذه ا سورة الذهبية أثناء حضورها فعاليات «بطولة سباق الخيل الأوروبية» بالقرب من مقر إقامة العائلة النبيلة البريطانية «بيرقيلي» والذي يُعرف بمنزلِ بيرِقيلي. حيث أن «ديانا» كانت تفضل ارتداء هذا السوار من الذهب بانتظام مقرونا بشكل أنيق مع سوارها الذهبي ذا حلقة الوصل.

### سوار من الألماس و «الأماثيست»
في عام 1996م، ظهرت "الأميرة ديانا" على الإعلام الصحفي، أثناء قيامها بزيارة رسمية إلى المدينة الأمريكية شيكاغو، وهي ترتدي سوارا له صفّين متماسكين بدقة. كان الصف الأعلى لهذا السوار الثمين مصنوعا من حجر "الأماثيست"، ومقرونا مع الصّف الأسفل منه والذي كان بدوره مرّصع بالأماثيست" بيضاوي الشكل، والذي يتشبث برقّة أنيقة بمشبك من الألماس. في هذه الأبهة، كانت "أميرة ويلز" ترفع مستوى الأناقة أكثر مع انتقائها رتداء فستان يتناغم مع هذه ا طياف بلونه الأحمر الأرجواني (البنفسجي) الداكن.

### سوار ذهبي صغير وفاخر
كان هذا السوار الذهبي يمثّل جزءا من مجموعة مجوهرات «الأميرة ديانا» لسنوات عديدة، ولكن نظرا لكونه صغيرا، لم يلاحظه الكثير من الناس. وقد ارتدته «أميرة ويلز» أثناء حضورها لتشريف حفلة الأوبرا الموسيقية «حفل بافاروتي»، لمغنّي الأوبرا الإيطالي «لوتشانو بافاروتي» في 30 يوليو 1991م، بالإضافة إلى ظهور «ديانا» وهي ترتدي هذا السوار الصغير المصنوع من الذهب في العديد من مناسباتها الأنيقة الأخرى.

### سوار بحلقة عنقودية من ألماس والياقوت الأزرق
في تاريخ 24 سبتمبر 1996م، قامت «أميرة ويلز» بزيارة تشريفية حدى مناسبات حفل خيري. حيث أنه خلال تلك الفعاليات، ظهرت «الأميرة ديانا» وهي تضع سوارا جديدا من الألماس والياقوت (على معصمها الأيسر). يعرف الكثير حول دقة المعلومات عن هذا السوار. في حين أنه يمكن القول بان هذا السوار ذا الحلقة العنقودية يبدو قريبا إلى حدّ ما من حزام ساعة اليد، (سوار يلف حول مركز الساعة)، الذيُ صممت ضمن حجم ساعة اليد التي تلقّتها «الأميرة» من بين مجموعة المجوهرات المهداِة إليها منِ قَبل المملكة العربية السعودية. إلا أنه في المقابل، أن حزام ساعة اليد تم تذويبه باحتراف مهني ومن ثم تحويل قطعه المنصهرة إلى أقراط وطوق للعنق ثمينة.

### سوار صغير بحلقات ذهبية
في المناسبات غير الرسمية، كانت «الأميرة ديانا» ترتدي هذا السوار الصغير من الذهب والمصّمم على شكل حلقات متداخلة فيما بينها لتتشابك بشكل أنيق، حيث كان تضعه «الأميرة» بانتظام مع سوار ذهبي آخر بدون حلقات تصميمية. ومن بين المناسبات المشهورة والعديدة التي كانت خلالها «أميرة ويلز» ترتدي هاتين القطعتين الثمينتين معا، على سبيل المثال، عندما كانت «الأميرة» في زيارة رسمية إلى اليابان وأثناء جولتها التشريفية في «مستشفى طوكيو للأطفال»lفي العاصمة اليابانية طوكيو في تاريخ 12 نوفمبر 1990م.

### سوار باللونين الأبيض والأسود من تصميم «بتلر & ويلسون»
ظهرت «أميرة ويلز» أثناء تشريفها لحضور حفلة موسيقية للروك البريطاني للفرقة اللندنية «سوبرترامب» وذلك في أوائل التسعينات من القرن العشرين، حيث كانت «الأميرة ديانا» ترتدي سوارا من الأحجار الكريمة بألوانها الأسود والأبيض والمرصعين كلاهما بنجوم من الألماس الفضي. حيث يعتقد الكثير أن هذا السوار تم شراؤه من متجر الذهب والمجوهرات البريطاني الشهير (Butler & Wilson).

### سوار من الذهب ثنائي الأطراف من نوعين من الأحجار الكريمة
من ضمن فعاليات عام 1990م، وخلال زيارة رسمية قامت بها «أميرة ويلز» إلى «مركز لوردِ قيج لرعاية المسنين»، الذي تديره المؤسسة الخيرية البريطانية للرعاية والإسكان «غينيس وشركاؤه»، ارتدت «الأميرة ديانا» سوارين لفتا الأنظار. كان هذا السوار مصنوع من الذهب بالإضافة إلى نوعين من الأحجار الكريمة باللونين الأزرق الذي كان يزين نهاية طرفَي السوار التي يقابل كل منهما الأخر بدقّة متناغمة. وفي وقت حق، ظهرت ميغان دوقة ساسيكس وهي ترتدي السوار ذاته في مناسبات عديدة، بعد زواجها من الأمير هاري، الأبن الأصغر «لللأميرة ديانا».

### سوار بشكل هلالي مزدوج
كان تصميم هذا السوار هلالي الشكل بواسطة تاجر الذهب والمجوهرات الإيطالي فولكو دي فيردورا منذ عام 1944م، وفي هذا السياق، ظهرت «الأميرة ديانا» في وسائل الإعلام وهي ترتدي السوار ذاته خلال حفل مزاد علني أقيم تشريفا لها في المدينة الأمريكية نيويورك عام 1997م لبيع بعض من مقتنياتها من الملابس الثمينة. كانت هذه القطعة الجوهرية مصنوعة من «ذهب عيار 18 قيراط، ومن البلاتين المرصع بعدد (137) ماسة صغيرة ومستديرة الشكل»، بالإضافة إلى «أيقونة الرمز للَحرفين اللأتينيين»C«المتشابَكين فيما بينهما، حيث استمد هذا النقش الأسطوري من دلالة اسم "ديانا"، الإيطالية المنشأ، والتي تصفها الأساطير اليونانية بآلهة الصيد، والقمر، وخصوبة الطبيعة». بالإضافة إلى السوار الهلالي الفاخر الذي كانت ترتديه «أميرة ويلز» في فعاليات حفل المزاد العلني، كانت ترتدي أيضا زوجا من الأقراطُ عرفت باسم «أقراط ديانا والتي كانت مصّممة من قطع نادرة من» لؤلؤة (مابي). والألماس، والبلاتين، إلى جانب الذهب الأصفر عيار 18 قيراط

### سوار بولقاري
في تاريخ حادثة وفاة «الأميرة ديانا» في 31 أغسطس 1997م، كانت «الأميرة الراحلة» ترتدي حينها سوارا من نوع «حبات لؤلؤة بولقاري، الذي يتكّون من حبات اللؤلؤ الصغيرة المتراصفة التي صّممها متجر الذهب والمجوهرات الإيطالي» بولقاري. من جماليات تصميم هذا السوار الثمين أنه كان يثبت كلا طرفيه نقش لتنين مرصع بالألماس، حيث تلقّته «ديانا» كهدية صداقة من «دودي فايد». كانت هذه هي المرة الأخيرة التي ترتدي فيها «الأميرة ديانا» هذا السوار، حيث أصبح السوار بعد وفاتها فيما بعد أحد اثار الثمينة الـ (14) من الأمتعة الشخصية التي تم استردادها من حادث تحطم السيارة. كما يشاع أيضا أنه بسبب تأثير اصطدام السيارة داخل النفق الأسمنتي، تحّطم كذلك هذا السوار، لم يتبقّى من حبات اللؤلؤ النفيسة سوى ستة لآلئ بيضاء.

### ساعة «جيجر لو كولتغ» الذهبية
تعد هذه الساعة من إحدى الساعات المفضلة لدى «الأميرة الراحلة»، حيث كانت ترتديها (أو أخرى مماثلة)، لسنوات عدة في وقت مبّكر منذ عام 1991م. ظهرت «ديانا» وهي ترتدي هذا السوار لاخر مرة وذلك في نفس اليوم الذي وقع لها فيه حادث السير المفاجئ. وفي وقت لاحق، تم إدراج السوار ضمن الأثار الثمينة الـ (14) من المتعلقات الشخصية التي تم استردادها من مكان الحادثة. حيث تمت تسمية هذا السوار التذكاري، ضمن قائمة المتعلقات الشخصية، تحت مسمى «ساعة «جيجر لو كولتغ» الذهبية المصنوعة من الأحجار الكريمة بيضاء اللون».

## أْطقُْم من الذهب

### طْقْم السلطان العماني: قلادة، وأقراط، وسوار من الألماس والياقوت
خلال زيارة الأميرة ديانا إلى سلطنة عمان عام 1986م، قدّم السلطان العماني القابوس بن سعيد هدّية إلى «أميرة ويلز» التي كانت عبارة عن مجموعة متكاملة من الألماس المصقول بطريقة هندسية دقيقة. تحتوي هذه التشكيلية الجوهرية على قلادة، وأقراط، إلى جانب سوارا مصّمم على شكل هلال. وفي وقت لاحق، جذبت «ديانا سبنسر» انتباه الجميع بارتدائها الأنيق لهذه القطع الثمينة جنبا إلى جنب مع «تاج عائلتها الملكي» خلال قيامها بزيارة على مستوى دولة إلى جمهورية ألمانيا الإتحادية عام 1987م.

### َطْقْم الياقوت السعودي
خلال مناسبة حفل الزفاف الملكي لأميَري ويلز ديانا وتشالرز، تلقّت «الأميرة ديانا» هدية لهذه المناسبةَ منََحها إياها ولي العهد السعودي، آنذاك، الراحل الملك فهد بن عبد العزيز آل سعود، التي كانت على شكل مجموعة منِقطع المجوهرات الثمينة.
تحتوي هذه التشكيلة النفيسة على: ُحِلي متدلّية من الياقوت واألماس البورمي (من جمهورية بورما) معلق بها قطعة ميدالية تنس مصنوعة من الألماس (والتيُ عِلّق بها أيضا في وقت لاحق «تعليقة من ريش النعام الخاص بـ» أمير ويلز«المزخرف بالماس»).
كما كانت المجموعة تتضّمن كذلك أقراط وخاتم الذين بدورهما كانا متناغمين في أطياف ألوانهما مع بقية قطع التشكيلة الجوهرية، إلى جانب سوار يتألف من صفين مصّممين من قطع الألماس البراقة على هيئة قلادة الياقوت التي تتناغم مع بريق الأقراط والخاتم الماسيين. بالإضافة إلى ساعة يد مرصعة واجهتها ببريق أطياف قطع الألماس المتطابقة مع ألوان الحلية المتدلية وسوار ساعة اليد، الذين يتكونان من سبعة قطع صغيرة من الياقوت المصقول على شكل بيضاوي بصورة جذّابة وترسم معالمها الأنيقة ضمن قطع الألماس المتراصفة بدقة متناهية.
كان هذا التصميم الفريد من نوعه لهذه المجموعة من المجوهرات الثمينة بصياغة حصريةِ منِ قبل دار الذهب المجوهرات البريطانية «أسبري»، حيث تم تقديمه «للأميرة ديانا» في صندوق من المعدن الفاخر «الملكيت» الذي يتميز بلونه الأخضر الشعاعي الذي كان مزخرفا بأناقة ليرسم صورة لنخلة تتوّسط سيفين متقاطعين. غالبا ما كانت «أميرة ويلز» ترتدي القلادة والأقراط ، في حين أن السوار كانت ترتديه في عدد قليل من المناسبات. وفي وقت لاحق، استفادت «الأميرة ديانا» من مكونات ساعة اليد والخاتم من القطع الجوهرية لتصميم قطع ثمينة أخرى من المجوهرات. حيث استُخدمت أربع قطع من سوار ساعة اليد المصنوعة من الياقوت والماسّ لتصميم زوج من أقراط الأذنّ، بالإضافة إلى استخدام قطعتين أخرى من حزام ساعة اليد ذاته لصياغةُ حلَية متدلية قابلة للإنفصال. أما فيما يتعلق بالقطعة الجوهرية بيضاوية الشكل والمصنوعة من الياقوت الذي يتكّون منه الخاتم، فقد تم تعديل تصميمه ليصبح على شكل إطار بأطياف مشعة من الألماس اللأمع الذي بدوره مأخوذ من قطع ساعة اليد الجوهرية، ليرسم في نهاية المطاف على صورة محورا لطوق عنق طويل بلونه الأزرق المخملي المدعم بمشبك لاصق «فيلكرو». وبالإضافة إلى جماليات تصاميم الجواهر السابقة، يوجد على جانبي مجموعة قطع الياقوت المتراصفة بدقة، ثم إضافة سلسلة من القطع الصغيرة من الألماس، بعمق ثلاثة سنتيمترات، أي أن طولها يمتد حتى منتصف المسافة حول طوق العنق بلونه المخملي الأزرق.
ارتدت «ديانا» هذا الطوق على شكل عصابة رأس أثناء زيارة رسمية قامت بها إلى دولة اليابان عام 1986م، في مأدبة ملكية أقامها الإمبراطور الياباني على شرف حضورها.

### طْقم: أقراط وقلادة على شكل فراشة
خلال زيارة رسمية "للأميرة ديانا" إلى دولة كندا في عام 1986م، ظهرت "الأميرة" وهي ترتدي تشكيلة ثمينة تتألف من قلادة وأقراط من الذهب. حيث كان كلاً من القلادة والأقراط مرسومتين بقطع من الجواهر الثمينة والتي تزين محور القطعتين، في الوسط، بتحفة فنية على شكل فراشة ذهبية. حقا، انتقل تُملِكية هذه التشكيلة الفريدة من نوعها إلى نجل الأميرة الأصغر "هاري" الذي أهداها بدوره إلى زوجته "ميغان". وفي هذا السياق، ظهرت "دوقة ساِسكس، ميغان وهي ترتدي الأقراط ذاتها أثناء زيارة قامت بها لدولة أستراليا، كما ارتدتها كذلك في اليوم الذي تم فيه الإعلان عن حملها بمولودها الأول.

### َطْقم بولقاري
تلقّت «الأميرة ديانا»، خلال الأشهر القليلة قبل حادثة الفاجعة التي أدت إلى وفاتها، العديد من قطع المجوهرات كهدايا منِ قَبل صديقها «دودي فايد». حيث كان من بين الهدايا المتطابقة ألوانها ضمن تشكيلة موّحدة التصميم والتي حصلت عليها «ديانا» على شكل قالب مصّمم من الجواهر الثمينة يتكّون من: قلادة، وزوج من الأقراط، وسوار، وِمْشَبك ، وساعة يد تتطابق جميعها في ألوان متناغمة. كما حصلت «ديانا» على خاتم من تصميم متجر الذهب والمجوهرات الإيطالي «بولقاري» والمصنوع من الذهب الأصفر والماس والذي أطلقت عليه «الأميرة الراحلة» تسمية بخاتم الصداقة.